# Llista d'asteroides (191001-192000)
Llista d'asteroides del 191001 al 192000, amb data de descoberta i descobridor. És un fragment de la llista d'asteroides completa. Als asteroides se'ls dona un número quan es confirma la seva òrbita, per tant apareixen llistats aproximadament segons la data de descobriment.
Contingut: 191001... 191101... 191201... 191301... 191401... 191501... 191601... 191701... 191801... 191901... 

| Nom           | Designació provisional | Data de descobriment   | Lloc de descobriment | Descobridor/s              |
| 191001-191100 | 191001-191100          | 191001-191100          | 191001-191100        | 191001-191100              |
| ------------- | ---------------------- | ---------------------- | -------------------- | -------------------------- |
| 191001 -      | 2001 YP53              | 18 de desembre de 2001 | Socorro              | LINEAR                     |
| 191002 -      | 2001 YV67              | 18 de desembre de 2001 | Socorro              | LINEAR                     |
| 191003 -      | 2001 YW85              | 18 de desembre de 2001 | Socorro              | LINEAR                     |
| 191004 -      | 2001 YQ87              | 18 de desembre de 2001 | Socorro              | LINEAR                     |
| 191005 -      | 2001 YB95              | 18 de desembre de 2001 | Palomar              | NEAT                       |
| 191006 -      | 2001 YE109             | 18 de desembre de 2001 | Socorro              | LINEAR                     |
| 191007 -      | 2001 YF111             | 19 de desembre de 2001 | Socorro              | LINEAR                     |
| 191008 -      | 2001 YG122             | 17 de desembre de 2001 | Socorro              | LINEAR                     |
| 191009 -      | 2001 YS132             | 20 de desembre de 2001 | Socorro              | LINEAR                     |
| 191010 -      | 2002 AO10              | 5 de gener de 2002     | Haleakala            | NEAT                       |
| 191011 -      | 2002 AM15              | 6 de gener de 2002     | Socorro              | LINEAR                     |
| 191012 -      | 2002 AZ29              | 8 de gener de 2002     | Socorro              | LINEAR                     |
| 191013 -      | 2002 AF45              | 9 de gener de 2002     | Socorro              | LINEAR                     |
| 191014 -      | 2002 AY45              | 9 de gener de 2002     | Socorro              | LINEAR                     |
| 191015 -      | 2002 AQ51              | 9 de gener de 2002     | Socorro              | LINEAR                     |
| 191016 -      | 2002 AX63              | 11 de gener de 2002    | Socorro              | LINEAR                     |
| 191017 -      | 2002 AM76              | 8 de gener de 2002     | Socorro              | LINEAR                     |
| 191018 -      | 2002 AU82              | 9 de gener de 2002     | Socorro              | LINEAR                     |
| 191019 -      | 2002 AG90              | 11 de gener de 2002    | Socorro              | LINEAR                     |
| 191020 -      | 2002 AR93              | 8 de gener de 2002     | Socorro              | LINEAR                     |
| 191021 -      | 2002 AV104             | 9 de gener de 2002     | Socorro              | LINEAR                     |
| 191022 -      | 2002 AL110             | 9 de gener de 2002     | Socorro              | LINEAR                     |
| 191023 -      | 2002 AZ111             | 9 de gener de 2002     | Socorro              | LINEAR                     |
| 191024 -      | 2002 AF139             | 9 de gener de 2002     | Socorro              | LINEAR                     |
| 191025 -      | 2002 AC149             | 14 de gener de 2002    | Socorro              | LINEAR                     |
| 191026 -      | 2002 AW159             | 13 de gener de 2002    | Socorro              | LINEAR                     |
| 191027 -      | 2002 AJ160             | 13 de gener de 2002    | Socorro              | LINEAR                     |
| 191028 -      | 2002 AS168             | 14 de gener de 2002    | Socorro              | LINEAR                     |
| 191029 -      | 2002 BR                | 21 de gener de 2002    | Desert Eagle         | W. K. Y. Yeung             |
| 191030 -      | 2002 BD2               | 21 de gener de 2002    | Socorro              | LINEAR                     |
| 191031 -      | 2002 BH14              | 19 de gener de 2002    | Socorro              | LINEAR                     |
| 191032 -      | 2002 BR16              | 19 de gener de 2002    | Socorro              | LINEAR                     |
| 191033 -      | 2002 BW21              | 19 de gener de 2002    | Socorro              | LINEAR                     |
| 191034 -      | 2002 BV26              | 18 de gener de 2002    | Anderson Mesa        | LONEOS                     |
| 191035 -      | 2002 CR9               | 6 de febrer de 2002    | Socorro              | LINEAR                     |
| 191036 -      | 2002 CG19              | 4 de febrer de 2002    | Palomar              | NEAT                       |
| 191037 -      | 2002 CK19              | 4 de febrer de 2002    | Palomar              | NEAT                       |
| 191038 -      | 2002 CD21              | 4 de febrer de 2002    | Haleakala            | NEAT                       |
| 191039 -      | 2002 CV24              | 6 de febrer de 2002    | Haleakala            | NEAT                       |
| 191040 -      | 2002 CU25              | 10 de febrer de 2002   | Socorro              | LINEAR                     |
| 191041 -      | 2002 CY27              | 6 de febrer de 2002    | Socorro              | LINEAR                     |
| 191042 -      | 2002 CE30              | 6 de febrer de 2002    | Socorro              | LINEAR                     |
| 191043 -      | 2002 CP31              | 6 de febrer de 2002    | Socorro              | LINEAR                     |
| 191044 -      | 2002 CQ31              | 6 de febrer de 2002    | Socorro              | LINEAR                     |
| 191045 -      | 2002 CG32              | 6 de febrer de 2002    | Socorro              | LINEAR                     |
| 191046 -      | 2002 CN39              | 11 de febrer de 2002   | Desert Eagle         | W. K. Y. Yeung             |
| 191047 -      | 2002 CS42              | 7 de febrer de 2002    | Haleakala            | NEAT                       |
| 191048 -      | 2002 CM55              | 7 de febrer de 2002    | Socorro              | LINEAR                     |
| 191049 -      | 2002 CE56              | 7 de febrer de 2002    | Socorro              | LINEAR                     |
| 191050 -      | 2002 CE64              | 6 de febrer de 2002    | Socorro              | LINEAR                     |
| 191051 -      | 2002 CK64              | 6 de febrer de 2002    | Socorro              | LINEAR                     |
| 191052 -      | 2002 CC70              | 7 de febrer de 2002    | Socorro              | LINEAR                     |
| 191053 -      | 2002 CS72              | 7 de febrer de 2002    | Socorro              | LINEAR                     |
| 191054 -      | 2002 CZ80              | 7 de febrer de 2002    | Socorro              | LINEAR                     |
| 191055 -      | 2002 CC81              | 7 de febrer de 2002    | Socorro              | LINEAR                     |
| 191056 -      | 2002 CL98              | 7 de febrer de 2002    | Socorro              | LINEAR                     |
| 191057 -      | 2002 CD100             | 7 de febrer de 2002    | Socorro              | LINEAR                     |
| 191058 -      | 2002 CO105             | 7 de febrer de 2002    | Socorro              | LINEAR                     |
| 191059 -      | 2002 CM108             | 7 de febrer de 2002    | Socorro              | LINEAR                     |
| 191060 -      | 2002 CT111             | 7 de febrer de 2002    | Socorro              | LINEAR                     |
| 191061 -      | 2002 CM118             | 7 de febrer de 2002    | Kitt Peak            | Spacewatch                 |
| 191062 -      | 2002 CD131             | 7 de febrer de 2002    | Socorro              | LINEAR                     |
| 191063 -      | 2002 CJ137             | 8 de febrer de 2002    | Socorro              | LINEAR                     |
| 191064 -      | 2002 CL138             | 8 de febrer de 2002    | Socorro              | LINEAR                     |
| 191065 -      | 2002 CA139             | 8 de febrer de 2002    | Socorro              | LINEAR                     |
| 191066 -      | 2002 CO143             | 9 de febrer de 2002    | Socorro              | LINEAR                     |
| 191067 -      | 2002 CJ149             | 10 de febrer de 2002   | Socorro              | LINEAR                     |
| 191068 -      | 2002 CL149             | 10 de febrer de 2002   | Socorro              | LINEAR                     |
| 191069 -      | 2002 CA151             | 10 de febrer de 2002   | Socorro              | LINEAR                     |
| 191070 -      | 2002 CC151             | 10 de febrer de 2002   | Socorro              | LINEAR                     |
| 191071 -      | 2002 CJ155             | 6 de febrer de 2002    | Socorro              | LINEAR                     |
| 191072 -      | 2002 CT177             | 10 de febrer de 2002   | Socorro              | LINEAR                     |
| 191073 -      | 2002 CZ203             | 10 de febrer de 2002   | Socorro              | LINEAR                     |
| 191074 -      | 2002 CP204             | 10 de febrer de 2002   | Socorro              | LINEAR                     |
| 191075 -      | 2002 CM208             | 10 de febrer de 2002   | Socorro              | LINEAR                     |
| 191076 -      | 2002 CE209             | 10 de febrer de 2002   | Socorro              | LINEAR                     |
| 191077 -      | 2002 CA210             | 10 de febrer de 2002   | Socorro              | LINEAR                     |
| 191078 -      | 2002 CE216             | 10 de febrer de 2002   | Socorro              | LINEAR                     |
| 191079 -      | 2002 CN220             | 10 de febrer de 2002   | Socorro              | LINEAR                     |
| 191080 -      | 2002 CS227             | 6 de febrer de 2002    | Palomar              | NEAT                       |
| 191081 -      | 2002 CX231             | 6 de febrer de 2002    | Socorro              | LINEAR                     |
| 191082 -      | 2002 CO245             | 13 de febrer de 2002   | Kitt Peak            | Spacewatch                 |
| 191083 -      | 2002 CR248             | 14 de febrer de 2002   | Haleakala            | NEAT                       |
| 191084 -      | 2002 CE249             | 14 de febrer de 2002   | Kitt Peak            | Spacewatch                 |
| 191085 -      | 2002 CX273             | 8 de febrer de 2002    | Kitt Peak            | Spacewatch                 |
| 191086 -      | 2002 CB280             | 7 de febrer de 2002    | Palomar              | NEAT                       |
| 191087 -      | 2002 CK281             | 8 de febrer de 2002    | Kitt Peak            | Spacewatch                 |
| 191088 -      | 2002 CP286             | 10 de febrer de 2002   | Socorro              | LINEAR                     |
| 191089 -      | 2002 CS291             | 10 de febrer de 2002   | Socorro              | LINEAR                     |
| 191090 -      | 2002 CS302             | 12 de febrer de 2002   | Socorro              | LINEAR                     |
| 191091 -      | 2002 CU312             | 13 de febrer de 2002   | Palomar              | NEAT                       |
| 191092 -      | 2002 CP314             | 11 de febrer de 2002   | Socorro              | LINEAR                     |
| 191093 -      | 2002 EF                | 3 de març de 2002      | Gnosca               | S. Sposetti                |
| 191094 -      | 2002 EA3               | 9 de març de 2002      | Socorro              | LINEAR                     |
| 191095 -      | 2002 ER5               | 9 de març de 2002      | Socorro              | LINEAR                     |
| 191096 -      | 2002 EO6               | 6 de març de 2002      | Siding Spring        | R. H. McNaught             |
| 191097 -      | 2002 EJ10              | 14 de març de 2002     | Palomar              | NEAT                       |
| 191098 -      | 2002 EK11              | 13 de març de 2002     | Palomar              | NEAT                       |
| 191099 -      | 2002 EQ11              | 14 de març de 2002     | Socorro              | LINEAR                     |
| 191100 -      | 2002 EH14              | 5 de març de 2002      | Haleakala            | NEAT                       |
| 191101-191200 |                        |                        |                      |                            |
| 191101 -      | 2002 EO14              | 6 de març de 2002      | Palomar              | NEAT                       |
| 191102 -      | 2002 EW14              | 5 de març de 2002      | Kitt Peak            | Spacewatch                 |
| 191103 -      | 2002 EF42              | 12 de març de 2002     | Socorro              | LINEAR                     |
| 191104 -      | 2002 ET44              | 10 de març de 2002     | Haleakala            | NEAT                       |
| 191105 -      | 2002 EM48              | 12 de març de 2002     | Palomar              | NEAT                       |
| 191106 -      | 2002 ED56              | 13 de març de 2002     | Socorro              | LINEAR                     |
| 191107 -      | 2002 ER57              | 13 de març de 2002     | Socorro              | LINEAR                     |
| 191108 -      | 2002 EX58              | 13 de març de 2002     | Socorro              | LINEAR                     |
| 191109 -      | 2002 EW62              | 13 de març de 2002     | Socorro              | LINEAR                     |
| 191110 -      | 2002 EG67              | 13 de març de 2002     | Socorro              | LINEAR                     |
| 191111 -      | 2002 EU71              | 13 de març de 2002     | Socorro              | LINEAR                     |
| 191112 -      | 2002 EE72              | 13 de març de 2002     | Socorro              | LINEAR                     |
| 191113 -      | 2002 EY73              | 13 de març de 2002     | Socorro              | LINEAR                     |
| 191114 -      | 2002 EB81              | 13 de març de 2002     | Palomar              | NEAT                       |
| 191115 -      | 2002 ES83              | 9 de març de 2002      | Socorro              | LINEAR                     |
| 191116 -      | 2002 ES84              | 9 de març de 2002      | Socorro              | LINEAR                     |
| 191117 -      | 2002 EG90              | 12 de març de 2002     | Socorro              | LINEAR                     |
| 191118 -      | 2002 EE93              | 14 de març de 2002     | Socorro              | LINEAR                     |
| 191119 -      | 2002 EY93              | 14 de març de 2002     | Socorro              | LINEAR                     |
| 191120 -      | 2002 EZ130             | 12 de març de 2002     | Palomar              | NEAT                       |
| 191121 -      | 2002 EF131             | 13 de març de 2002     | Socorro              | LINEAR                     |
| 191122 -      | 2002 EU131             | 13 de març de 2002     | Kitt Peak            | Spacewatch                 |
| 191123 -      | 2002 EB135             | 13 de març de 2002     | Palomar              | NEAT                       |
| 191124 -      | 2002 EL137             | 12 de març de 2002     | Palomar              | NEAT                       |
| 191125 -      | 2002 EG138             | 12 de març de 2002     | Palomar              | NEAT                       |
| 191126 -      | 2002 EU138             | 12 de març de 2002     | Palomar              | NEAT                       |
| 191127 -      | 2002 FC1               | 18 de març de 2002     | Desert Eagle         | W. K. Y. Yeung             |
| 191128 -      | 2002 FM2               | 19 de març de 2002     | Desert Eagle         | W. K. Y. Yeung             |
| 191129 -      | 2002 FP10              | 17 de març de 2002     | Socorro              | LINEAR                     |
| 191130 -      | 2002 FE35              | 20 de març de 2002     | Socorro              | LINEAR                     |
| 191131 -      | 2002 GH5               | 10 d'abril de 2002     | Socorro              | LINEAR                     |
| 191132 -      | 2002 GK23              | 15 d'abril de 2002     | Palomar              | NEAT                       |
| 191133 -      | 2002 GF33              | 1 d'abril de 2002      | Anderson Mesa        | LONEOS                     |
| 191134 -      | 2002 GH33              | 1 d'abril de 2002      | Anderson Mesa        | LONEOS                     |
| 191135 -      | 2002 GG43              | 4 d'abril de 2002      | Palomar              | NEAT                       |
| 191136 -      | 2002 GC45              | 4 d'abril de 2002      | Palomar              | NEAT                       |
| 191137 -      | 2002 GT56              | 5 d'abril de 2002      | Palomar              | NEAT                       |
| 191138 -      | 2002 GX70              | 8 d'abril de 2002      | Bergisch Gladbach    | W. Bickel                  |
| 191139 -      | 2002 GG76              | 9 d'abril de 2002      | Kitt Peak            | Spacewatch                 |
| 191140 -      | 2002 GM86              | 10 d'abril de 2002     | Socorro              | LINEAR                     |
| 191141 -      | 2002 GP87              | 10 d'abril de 2002     | Socorro              | LINEAR                     |
| 191142 -      | 2002 GM102             | 10 d'abril de 2002     | Socorro              | LINEAR                     |
| 191143 -      | 2002 GS102             | 10 d'abril de 2002     | Socorro              | LINEAR                     |
| 191144 -      | 2002 GH113             | 11 d'abril de 2002     | Anderson Mesa        | LONEOS                     |
| 191145 -      | 2002 GH119             | 12 d'abril de 2002     | Palomar              | NEAT                       |
| 191146 -      | 2002 GT128             | 12 d'abril de 2002     | Socorro              | LINEAR                     |
| 191147 -      | 2002 GS130             | 12 d'abril de 2002     | Socorro              | LINEAR                     |
| 191148 -      | 2002 GW140             | 13 d'abril de 2002     | Palomar              | NEAT                       |
| 191149 -      | 2002 GO148             | 14 d'abril de 2002     | Socorro              | LINEAR                     |
| 191150 -      | 2002 GG149             | 14 d'abril de 2002     | Palomar              | NEAT                       |
| 191151 -      | 2002 GA173             | 10 d'abril de 2002     | Socorro              | LINEAR                     |
| 191152 -      | 2002 HP2               | 16 d'abril de 2002     | Socorro              | LINEAR                     |
| 191153 -      | 2002 HS4               | 17 d'abril de 2002     | Socorro              | LINEAR                     |
| 191154 -      | 2002 HA11              | 18 d'abril de 2002     | Haleakala            | NEAT                       |
| 191155 -      | 2002 JO36              | 4 de maig de 2002      | Anderson Mesa        | LONEOS                     |
| 191156 -      | 2002 JG38              | 9 de maig de 2002      | Palomar              | NEAT                       |
| 191157 -      | 2002 JH38              | 9 de maig de 2002      | Palomar              | NEAT                       |
| 191158 -      | 2002 JX43              | 9 de maig de 2002      | Socorro              | LINEAR                     |
| 191159 -      | 2002 JG71              | 8 de maig de 2002      | Socorro              | LINEAR                     |
| 191160 -      | 2002 JV73              | 8 de maig de 2002      | Socorro              | LINEAR                     |
| 191161 -      | 2002 JY86              | 11 de maig de 2002     | Socorro              | LINEAR                     |
| 191162 -      | 2002 JN122             | 6 de maig de 2002      | Socorro              | LINEAR                     |
| 191163 -      | 2002 JN125             | 7 de maig de 2002      | Palomar              | NEAT                       |
| 191164 -      | 2002 JD148             | 8 de maig de 2002      | Anderson Mesa        | LONEOS                     |
| 191165 -      | 2002 JR148             | 9 de maig de 2002      | Palomar              | NEAT                       |
| 191166 -      | 2002 KQ2               | 18 de maig de 2002     | Palomar              | NEAT                       |
| 191167 -      | 2002 LK6               | 1 de juny de 2002      | Socorro              | LINEAR                     |
| 191168 -      | 2002 LX29              | 9 de juny de 2002      | Haleakala            | NEAT                       |
| 191169 -      | 2002 LJ36              | 9 de juny de 2002      | Socorro              | LINEAR                     |
| 191170 -      | 2002 MF3               | 19 de juny de 2002     | Socorro              | LINEAR                     |
| 191171 -      | 2002 MF5               | 16 de juny de 2002     | Palomar              | NEAT                       |
| 191172 -      | 2002 MH5               | 20 de juny de 2002     | Palomar              | NEAT                       |
| 191173 -      | 2002 ND11              | 4 de juliol de 2002    | Palomar              | NEAT                       |
| 191174 -      | 2002 NF12              | 4 de juliol de 2002    | Palomar              | NEAT                       |
| 191175 -      | 2002 NT21              | 9 de juliol de 2002    | Socorro              | LINEAR                     |
| 191176 -      | 2002 NA32              | 13 de juliol de 2002   | Socorro              | LINEAR                     |
| 191177 -      | 2002 NX35              | 9 de juliol de 2002    | Socorro              | LINEAR                     |
| 191178 -      | 2002 NS36              | 9 de juliol de 2002    | Socorro              | LINEAR                     |
| 191179 -      | 2002 NR43              | 15 de juliol de 2002   | Palomar              | NEAT                       |
| 191180 -      | 2002 NA47              | 12 de juliol de 2002   | Palomar              | NEAT                       |
| 191181 -      | 2002 NZ52              | 14 de juliol de 2002   | Palomar              | NEAT                       |
| 191182 -      | 2002 NR53              | 14 de juliol de 2002   | Palomar              | NEAT                       |
| 191183 -      | 2002 NZ55              | 12 de juliol de 2002   | Palomar              | NEAT                       |
| 191184 -      | 2002 NC56              | 15 de juliol de 2002   | Palomar              | NEAT                       |
| 191185 -      | 2002 OK10              | 22 de juliol de 2002   | Palomar              | NEAT                       |
| 191186 -      | 2002 OW10              | 22 de juliol de 2002   | Palomar              | NEAT                       |
| 191187 -      | 2002 OH11              | 16 de juliol de 2002   | Haleakala            | NEAT                       |
| 191188 -      | 2002 OD16              | 18 de juliol de 2002   | Socorro              | LINEAR                     |
| 191189 -      | 2002 OP16              | 18 de juliol de 2002   | Socorro              | LINEAR                     |
| 191190 -      | 2002 OA20              | 23 de juliol de 2002   | Palomar              | NEAT                       |
| 191191 -      | 2002 OY20              | 22 de juliol de 2002   | Palomar              | NEAT                       |
| 191192 -      | 2002 PA4               | 4 d'agost de 2002      | Palomar              | NEAT                       |
| 191193 -      | 2002 PV4               | 4 d'agost de 2002      | Palomar              | NEAT                       |
| 191194 -      | 2002 PV5               | 4 d'agost de 2002      | Palomar              | NEAT                       |
| 191195 -      | 2002 PN15              | 6 d'agost de 2002      | Palomar              | NEAT                       |
| 191196 -      | 2002 PW15              | 6 d'agost de 2002      | Palomar              | NEAT                       |
| 191197 -      | 2002 PS37              | 6 d'agost de 2002      | Palomar              | NEAT                       |
| 191198 -      | 2002 PC47              | 10 d'agost de 2002     | Socorro              | LINEAR                     |
| 191199 -      | 2002 PO47              | 10 d'agost de 2002     | Socorro              | LINEAR                     |
| 191200 -      | 2002 PA70              | 11 d'agost de 2002     | Socorro              | LINEAR                     |
| 191201-191300 |                        |                        |                      |                            |
| 191201 -      | 2002 PN71              | 12 d'agost de 2002     | Socorro              | LINEAR                     |
| 191202 -      | 2002 PJ82              | 9 d'agost de 2002      | Socorro              | LINEAR                     |
| 191203 -      | 2002 PT94              | 12 d'agost de 2002     | Haleakala            | NEAT                       |
| 191204 -      | 2002 PN97              | 14 d'agost de 2002     | Socorro              | LINEAR                     |
| 191205 -      | 2002 PS105             | 12 d'agost de 2002     | Socorro              | LINEAR                     |
| 191206 -      | 2002 PP109             | 13 d'agost de 2002     | Anderson Mesa        | LONEOS                     |
| 191207 -      | 2002 PH169             | 8 d'agost de 2002      | Palomar              | NEAT                       |
| 191208 -      | 2002 QU28              | 29 d'agost de 2002     | Palomar              | NEAT                       |
| 191209 -      | 2002 QE32              | 29 d'agost de 2002     | Palomar              | NEAT                       |
| 191210 -      | 2002 QR41              | 29 d'agost de 2002     | Palomar              | NEAT                       |
| 191211 -      | 2002 QC58              | 17 d'agost de 2002     | Palomar              | A. Lowe                    |
| 191212 -      | 2002 QV116             | 29 d'agost de 2002     | Palomar              | NEAT                       |
| 191213 -      | 2002 RA1               | 2 de setembre de 2002  | Bagnall Beach        | G. Crawford                |
| 191214 -      | 2002 RO30              | 4 de setembre de 2002  | Anderson Mesa        | LONEOS                     |
| 191215 -      | 2002 RA39              | 5 de setembre de 2002  | Socorro              | LINEAR                     |
| 191216 -      | 2002 RJ40              | 5 de setembre de 2002  | Socorro              | LINEAR                     |
| 191217 -      | 2002 RX43              | 5 de setembre de 2002  | Socorro              | LINEAR                     |
| 191218 -      | 2002 RY50              | 5 de setembre de 2002  | Socorro              | LINEAR                     |
| 191219 -      | 2002 RC71              | 4 de setembre de 2002  | Palomar              | NEAT                       |
| 191220 -      | 2002 RU74              | 5 de setembre de 2002  | Socorro              | LINEAR                     |
| 191221 -      | 2002 RL85              | 5 de setembre de 2002  | Socorro              | LINEAR                     |
| 191222 -      | 2002 RY88              | 5 de setembre de 2002  | Socorro              | LINEAR                     |
| 191223 -      | 2002 RK124             | 9 de setembre de 2002  | Palomar              | NEAT                       |
| 191224 -      | 2002 RK146             | 11 de setembre de 2002 | Palomar              | NEAT                       |
| 191225 -      | 2002 RN150             | 11 de setembre de 2002 | Haleakala            | NEAT                       |
| 191226 -      | 2002 RC170             | 13 de setembre de 2002 | Palomar              | NEAT                       |
| 191227 -      | 2002 RA239             | 1 de setembre de 2002  | Haleakala            | R. Matson                  |
| 191228 -      | 2002 RN242             | 3 de setembre de 2002  | Needville            | J. Dellinger, W. G. Dillon |
| 191229 -      | 2002 RQ246             | 15 de setembre de 2002 | Palomar              | NEAT                       |
| 191230 -      | 2002 SG1               | 26 de setembre de 2002 | Haleakala            | NEAT                       |
| 191231 -      | 2002 SR6               | 27 de setembre de 2002 | Palomar              | NEAT                       |
| 191232 -      | 2002 SL18              | 26 de setembre de 2002 | Socorro              | LINEAR                     |
| 191233 -      | 2002 SX45              | 29 de setembre de 2002 | Kitt Peak            | Spacewatch                 |
| 191234 -      | 2002 TX17              | 2 d'octubre de 2002    | Socorro              | LINEAR                     |
| 191235 -      | 2002 TB122             | 3 d'octubre de 2002    | Campo Imperatore     | CINEOS                     |
| 191236 -      | 2002 TT139             | 4 d'octubre de 2002    | Anderson Mesa        | LONEOS                     |
| 191237 -      | 2002 TA175             | 4 d'octubre de 2002    | Socorro              | LINEAR                     |
| 191238 -      | 2002 UP27              | 31 d'octubre de 2002   | Palomar              | NEAT                       |
| 191239 -      | 2002 VW13              | 4 de novembre de 2002  | Kitt Peak            | Spacewatch                 |
| 191240 -      | 2002 VX16              | 5 de novembre de 2002  | Socorro              | LINEAR                     |
| 191241 -      | 2002 VN103             | 12 de novembre de 2002 | Socorro              | LINEAR                     |
| 191242 -      | 2002 XA35              | 6 de desembre de 2002  | Socorro              | LINEAR                     |
| 191243 -      | 2002 XJ60              | 10 de desembre de 2002 | Socorro              | LINEAR                     |
| 191244 -      | 2002 YC4               | 27 de desembre de 2002 | Anderson Mesa        | LONEOS                     |
| 191245 -      | 2002 YL9               | 31 de desembre de 2002 | Socorro              | LINEAR                     |
| 191246 -      | 2002 YV15              | 31 de desembre de 2002 | Socorro              | LINEAR                     |
| 191247 -      | 2002 YM29              | 31 de desembre de 2002 | Socorro              | LINEAR                     |
| 191248 -      | 2002 YO29              | 31 de desembre de 2002 | Socorro              | LINEAR                     |
| 191249 -      | 2003 AS38              | 7 de gener de 2003     | Socorro              | LINEAR                     |
| 191250 -      | 2003 AL69              | 7 de gener de 2003     | Socorro              | LINEAR                     |
| 191251 -      | 2003 AV90              | 5 de gener de 2003     | Anderson Mesa        | LONEOS                     |
| 191252 -      | 2003 BS2               | 26 de gener de 2003    | Haleakala            | NEAT                       |
| 191253 -      | 2003 BE9               | 26 de gener de 2003    | Anderson Mesa        | LONEOS                     |
| 191254 -      | 2003 BO9               | 26 de gener de 2003    | Palomar              | NEAT                       |
| 191255 -      | 2003 BP18              | 27 de gener de 2003    | Socorro              | LINEAR                     |
| 191256 -      | 2003 BW27              | 26 de gener de 2003    | Palomar              | NEAT                       |
| 191257 -      | 2003 BE33              | 27 de gener de 2003    | Haleakala            | NEAT                       |
| 191258 -      | 2003 BV33              | 28 de gener de 2003    | Socorro              | LINEAR                     |
| 191259 -      | 2003 BL37              | 28 de gener de 2003    | Kitt Peak            | Spacewatch                 |
| 191260 -      | 2003 BM49              | 27 de gener de 2003    | Anderson Mesa        | LONEOS                     |
| 191261 -      | 2003 BK53              | 27 de gener de 2003    | Anderson Mesa        | LONEOS                     |
| 191262 -      | 2003 BW54              | 27 de gener de 2003    | Palomar              | NEAT                       |
| 191263 -      | 2003 BK60              | 27 de gener de 2003    | Haleakala            | NEAT                       |
| 191264 -      | 2003 BA61              | 27 de gener de 2003    | Palomar              | NEAT                       |
| 191265 -      | 2003 BU77              | 30 de gener de 2003    | Socorro              | LINEAR                     |
| 191266 -      | 2003 BG82              | 30 de gener de 2003    | Haleakala            | NEAT                       |
| 191267 -      | 2003 CO3               | 3 de febrer de 2003    | Kitt Peak            | Spacewatch                 |
| 191268 -      | 2003 CM24              | 4 de febrer de 2003    | La Silla             | C. Barbieri                |
| 191269 -      | 2003 DB2               | 21 de febrer de 2003   | Palomar              | NEAT                       |
| 191270 -      | 2003 DN13              | 26 de febrer de 2003   | Haleakala            | NEAT                       |
| 191271 -      | 2003 ER5               | 5 de març de 2003      | Socorro              | LINEAR                     |
| 191272 -      | 2003 EM6               | 6 de març de 2003      | Anderson Mesa        | LONEOS                     |
| 191273 -      | 2003 EA13              | 6 de març de 2003      | Palomar              | NEAT                       |
| 191274 -      | 2003 EJ13              | 6 de març de 2003      | Palomar              | NEAT                       |
| 191275 -      | 2003 ES18              | 6 de març de 2003      | Anderson Mesa        | LONEOS                     |
| 191276 -      | 2003 EZ26              | 6 de març de 2003      | Anderson Mesa        | LONEOS                     |
| 191277 -      | 2003 EN29              | 6 de març de 2003      | Socorro              | LINEAR                     |
| 191278 -      | 2003 ED38              | 8 de març de 2003      | Anderson Mesa        | LONEOS                     |
| 191279 -      | 2003 EV51              | 11 de març de 2003     | Palomar              | NEAT                       |
| 191280 -      | 2003 EZ56              | 9 de març de 2003      | Palomar              | NEAT                       |
| 191281 -      | 2003 EN62              | 9 de març de 2003      | Socorro              | LINEAR                     |
| 191282 -      | 2003 FS                | 22 de març de 2003     | Kleť                 | J. Tichá, M. Tichý         |
| 191283 -      | 2003 FX12              | 23 de març de 2003     | Kitt Peak            | Spacewatch                 |
| 191284 -      | 2003 FA36              | 23 de març de 2003     | Kitt Peak            | Spacewatch                 |
| 191285 -      | 2003 FU57              | 26 de març de 2003     | Kitt Peak            | Spacewatch                 |
| 191286 -      | 2003 FY57              | 26 de març de 2003     | Kitt Peak            | Spacewatch                 |
| 191287 -      | 2003 FD75              | 26 de març de 2003     | Haleakala            | NEAT                       |
| 191288 -      | 2003 FZ77              | 27 de març de 2003     | Palomar              | NEAT                       |
| 191289 -      | 2003 FR94              | 29 de març de 2003     | Anderson Mesa        | LONEOS                     |
| 191290 -      | 2003 FR102             | 31 de març de 2003     | Kitt Peak            | Spacewatch                 |
| 191291 -      | 2003 FH103             | 24 de març de 2003     | Kitt Peak            | Spacewatch                 |
| 191292 -      | 2003 FF107             | 30 de març de 2003     | Socorro              | LINEAR                     |
| 191293 -      | 2003 FK107             | 30 de març de 2003     | Socorro              | LINEAR                     |
| 191294 -      | 2003 FM108             | 31 de març de 2003     | Anderson Mesa        | LONEOS                     |
| 191295 -      | 2003 FX112             | 30 de març de 2003     | Kitt Peak            | Spacewatch                 |
| 191296 -      | 2003 FQ128             | 29 de març de 2003     | Anderson Mesa        | LONEOS                     |
| 191297 -      | 2003 GP2               | 1 d'abril de 2003      | Palomar              | NEAT                       |
| 191298 -      | 2003 GG8               | 3 d'abril de 2003      | Anderson Mesa        | LONEOS                     |
| 191299 -      | 2003 GH9               | 2 d'abril de 2003      | Socorro              | LINEAR                     |
| 191300 -      | 2003 GS9               | 2 d'abril de 2003      | Socorro              | LINEAR                     |
| 191301-191400 |                        |                        |                      |                            |
| 191301 -      | 2003 GP12              | 1 d'abril de 2003      | Socorro              | LINEAR                     |
| 191302 -      | 2003 GD32              | 8 d'abril de 2003      | Socorro              | LINEAR                     |
| 191303 -      | 2003 GU35              | 5 d'abril de 2003      | Anderson Mesa        | LONEOS                     |
| 191304 -      | 2003 GD44              | 9 d'abril de 2003      | Socorro              | LINEAR                     |
| 191305 -      | 2003 HQ20              | 24 d'abril de 2003     | Anderson Mesa        | LONEOS                     |
| 191306 -      | 2003 HV20              | 24 d'abril de 2003     | Anderson Mesa        | LONEOS                     |
| 191307 -      | 2003 HV21              | 27 d'abril de 2003     | Anderson Mesa        | LONEOS                     |
| 191308 -      | 2003 HX29              | 28 d'abril de 2003     | Anderson Mesa        | LONEOS                     |
| 191309 -      | 2003 HQ30              | 28 d'abril de 2003     | Haleakala            | NEAT                       |
| 191310 -      | 2003 HM32              | 28 d'abril de 2003     | Anderson Mesa        | LONEOS                     |
| 191311 -      | 2003 HV37              | 28 d'abril de 2003     | Anderson Mesa        | LONEOS                     |
| 191312 -      | 2003 HX38              | 29 d'abril de 2003     | Haleakala            | NEAT                       |
| 191313 -      | 2003 HJ41              | 29 d'abril de 2003     | Haleakala            | NEAT                       |
| 191314 -      | 2003 HC44              | 27 d'abril de 2003     | Anderson Mesa        | LONEOS                     |
| 191315 -      | 2003 HT46              | 28 d'abril de 2003     | Socorro              | LINEAR                     |
| 191316 -      | 2003 HZ47              | 30 d'abril de 2003     | Socorro              | LINEAR                     |
| 191317 -      | 2003 HK55              | 25 d'abril de 2003     | Campo Imperatore     | CINEOS                     |
| 191318 -      | 2003 HT57              | 25 d'abril de 2003     | Apache Point         | SDSS                       |
| 191319 -      | 2003 JW7               | 2 de maig de 2003      | Socorro              | LINEAR                     |
| 191320 -      | 2003 JZ12              | 4 de maig de 2003      | Bergisch Gladbach    | W. Bickel                  |
| 191321 -      | 2003 JF18              | 1 de maig de 2003      | Kitt Peak            | Spacewatch                 |
| 191322 -      | 2003 KJ                | 20 de maig de 2003     | Anderson Mesa        | LONEOS                     |
| 191323 -      | 2003 KN                | 22 de maig de 2003     | Wrightwood           | J. W. Young                |
| 191324 -      | 2003 KA4               | 23 de maig de 2003     | Reedy Creek          | J. Broughton               |
| 191325 -      | 2003 LQ2               | 3 de juny de 2003      | Socorro              | LINEAR                     |
| 191326 -      | 2003 MV5               | 26 de juny de 2003     | Socorro              | LINEAR                     |
| 191327 -      | 2003 MO12              | 29 de juny de 2003     | Socorro              | LINEAR                     |
| 191328 -      | 2003 OT6               | 21 de juliol de 2003   | Haleakala            | NEAT                       |
| 191329 -      | 2003 OB18              | 24 de juliol de 2003   | Campo Imperatore     | CINEOS                     |
| 191330 -      | 2003 OX28              | 24 de juliol de 2003   | Palomar              | NEAT                       |
| 191331 -      | 2003 OZ28              | 24 de juliol de 2003   | Palomar              | NEAT                       |
| 191332 -      | 2003 PK7               | 1 d'agost de 2003      | Haleakala            | NEAT                       |
| 191333 -      | 2003 QR1               | 19 d'agost de 2003     | Campo Imperatore     | CINEOS                     |
| 191334 -      | 2003 QB2               | 19 d'agost de 2003     | Campo Imperatore     | CINEOS                     |
| 191335 -      | 2003 QC5               | 20 d'agost de 2003     | Campo Imperatore     | CINEOS                     |
| 191336 -      | 2003 QS7               | 21 d'agost de 2003     | Palomar              | NEAT                       |
| 191337 -      | 2003 QN11              | 21 d'agost de 2003     | Haleakala            | NEAT                       |
| 191338 -      | 2003 QD13              | 22 d'agost de 2003     | Haleakala            | NEAT                       |
| 191339 -      | 2003 QD19              | 22 d'agost de 2003     | Palomar              | NEAT                       |
| 191340 -      | 2003 QT22              | 20 d'agost de 2003     | Palomar              | NEAT                       |
| 191341 -      | 2003 QC31              | 24 d'agost de 2003     | Piszkéstető          | Piszkéstető                |
| 191342 -      | 2003 QK32              | 21 d'agost de 2003     | Palomar              | NEAT                       |
| 191343 -      | 2003 QF33              | 22 d'agost de 2003     | Socorro              | LINEAR                     |
| 191344 -      | 2003 QK33              | 22 d'agost de 2003     | Palomar              | NEAT                       |
| 191345 -      | 2003 QN33              | 22 d'agost de 2003     | Palomar              | NEAT                       |
| 191346 -      | 2003 QH39              | 22 d'agost de 2003     | Palomar              | NEAT                       |
| 191347 -      | 2003 QZ41              | 22 d'agost de 2003     | Socorro              | LINEAR                     |
| 191348 -      | 2003 QL42              | 22 d'agost de 2003     | Socorro              | LINEAR                     |
| 191349 -      | 2003 QF46              | 23 d'agost de 2003     | Palomar              | NEAT                       |
| 191350 -      | 2003 QF48              | 20 d'agost de 2003     | Palomar              | NEAT                       |
| 191351 -      | 2003 QY58              | 23 d'agost de 2003     | Palomar              | NEAT                       |
| 191352 -      | 2003 QS66              | 22 d'agost de 2003     | Socorro              | LINEAR                     |
| 191353 -      | 2003 QL67              | 23 d'agost de 2003     | Socorro              | LINEAR                     |
| 191354 -      | 2003 QD69              | 23 d'agost de 2003     | Palomar              | NEAT                       |
| 191355 -      | 2003 QZ73              | 24 d'agost de 2003     | Socorro              | LINEAR                     |
| 191356 -      | 2003 QW75              | 24 d'agost de 2003     | Socorro              | LINEAR                     |
| 191357 -      | 2003 QE79              | 24 d'agost de 2003     | Socorro              | LINEAR                     |
| 191358 -      | 2003 QH80              | 22 d'agost de 2003     | Palomar              | NEAT                       |
| 191359 -      | 2003 QR81              | 23 d'agost de 2003     | Palomar              | NEAT                       |
| 191360 -      | 2003 QZ84              | 24 d'agost de 2003     | Socorro              | LINEAR                     |
| 191361 -      | 2003 QD87              | 25 d'agost de 2003     | Socorro              | LINEAR                     |
| 191362 -      | 2003 QG87              | 25 d'agost de 2003     | Socorro              | LINEAR                     |
| 191363 -      | 2003 QS93              | 28 d'agost de 2003     | Haleakala            | NEAT                       |
| 191364 -      | 2003 QQ94              | 28 d'agost de 2003     | Haleakala            | NEAT                       |
| 191365 -      | 2003 QA102             | 30 d'agost de 2003     | Kitt Peak            | Spacewatch                 |
| 191366 -      | 2003 QB107             | 31 d'agost de 2003     | Socorro              | LINEAR                     |
| 191367 -      | 2003 QD113             | 31 d'agost de 2003     | Socorro              | LINEAR                     |
| 191368 -      | 2003 RQ5               | 3 de setembre de 2003  | Socorro              | LINEAR                     |
| 191369 -      | 2003 RR7               | 3 de setembre de 2003  | Reedy Creek          | J. Broughton               |
| 191370 -      | 2003 RO9               | 4 de setembre de 2003  | Socorro              | LINEAR                     |
| 191371 -      | 2003 RS9               | 4 de setembre de 2003  | Campo Imperatore     | CINEOS                     |
| 191372 -      | 2003 RP13              | 15 de setembre de 2003 | Palomar              | NEAT                       |
| 191373 -      | 2003 RD14              | 15 de setembre de 2003 | Haleakala            | NEAT                       |
| 191374 -      | 2003 RK14              | 14 de setembre de 2003 | Haleakala            | NEAT                       |
| 191375 -      | 2003 RO26              | 3 de setembre de 2003  | Haleakala            | NEAT                       |
| 191376 -      | 2003 RZ26              | 2 de setembre de 2003  | Socorro              | LINEAR                     |
| 191377 -      | 2003 SQ                | 16 de setembre de 2003 | Kitt Peak            | Spacewatch                 |
| 191378 -      | 2003 SJ4               | 16 de setembre de 2003 | Kitt Peak            | Spacewatch                 |
| 191379 -      | 2003 SY7               | 16 de setembre de 2003 | Palomar              | NEAT                       |
| 191380 -      | 2003 SH8               | 16 de setembre de 2003 | Kitt Peak            | Spacewatch                 |
| 191381 -      | 2003 SD17              | 18 de setembre de 2003 | Campo Imperatore     | CINEOS                     |
| 191382 -      | 2003 SR18              | 16 de setembre de 2003 | Kitt Peak            | Spacewatch                 |
| 191383 -      | 2003 SM22              | 16 de setembre de 2003 | Kitt Peak            | Spacewatch                 |
| 191384 -      | 2003 SZ27              | 18 de setembre de 2003 | Palomar              | NEAT                       |
| 191385 -      | 2003 SU39              | 16 de setembre de 2003 | Palomar              | NEAT                       |
| 191386 -      | 2003 SK40              | 16 de setembre de 2003 | Palomar              | NEAT                       |
| 191387 -      | 2003 SO40              | 16 de setembre de 2003 | Palomar              | NEAT                       |
| 191388 -      | 2003 SU40              | 16 de setembre de 2003 | Palomar              | NEAT                       |
| 191389 -      | 2003 SQ42              | 16 de setembre de 2003 | Anderson Mesa        | LONEOS                     |
| 191390 -      | 2003 SH44              | 16 de setembre de 2003 | Anderson Mesa        | LONEOS                     |
| 191391 -      | 2003 SR44              | 16 de setembre de 2003 | Anderson Mesa        | LONEOS                     |
| 191392 -      | 2003 SC45              | 16 de setembre de 2003 | Anderson Mesa        | LONEOS                     |
| 191393 -      | 2003 SO47              | 17 de setembre de 2003 | Haleakala            | NEAT                       |
| 191394 -      | 2003 SN48              | 18 de setembre de 2003 | Palomar              | NEAT                       |
| 191395 -      | 2003 SQ48              | 18 de setembre de 2003 | Palomar              | NEAT                       |
| 191396 -      | 2003 SB50              | 18 de setembre de 2003 | Palomar              | NEAT                       |
| 191397 -      | 2003 ST59              | 17 de setembre de 2003 | Anderson Mesa        | LONEOS                     |
| 191398 -      | 2003 SH63              | 17 de setembre de 2003 | Socorro              | LINEAR                     |
| 191399 -      | 2003 SO67              | 19 de setembre de 2003 | Socorro              | LINEAR                     |
| 191400 -      | 2003 SZ70              | 18 de setembre de 2003 | Kitt Peak            | Spacewatch                 |
| 191401-191500 |                        |                        |                      |                            |
| 191401 -      | 2003 SZ73              | 18 de setembre de 2003 | Kitt Peak            | Spacewatch                 |
| 191402 -      | 2003 SM76              | 18 de setembre de 2003 | Kitt Peak            | Spacewatch                 |
| 191403 -      | 2003 SB78              | 19 de setembre de 2003 | Kitt Peak            | Spacewatch                 |
| 191404 -      | 2003 SZ79              | 19 de setembre de 2003 | Kitt Peak            | Spacewatch                 |
| 191405 -      | 2003 SZ81              | 17 de setembre de 2003 | Kitt Peak            | Spacewatch                 |
| 191406 -      | 2003 SD82              | 17 de setembre de 2003 | Kitt Peak            | Spacewatch                 |
| 191407 -      | 2003 SJ86              | 16 de setembre de 2003 | Palomar              | NEAT                       |
| 191408 -      | 2003 SP86              | 16 de setembre de 2003 | Palomar              | NEAT                       |
| 191409 -      | 2003 SJ88              | 18 de setembre de 2003 | Campo Imperatore     | CINEOS                     |
| 191410 -      | 2003 SS92              | 18 de setembre de 2003 | Kitt Peak            | Spacewatch                 |
| 191411 -      | 2003 SW93              | 18 de setembre de 2003 | Kitt Peak            | Spacewatch                 |
| 191412 -      | 2003 SX103             | 20 de setembre de 2003 | Socorro              | LINEAR                     |
| 191413 -      | 2003 SQ104             | 20 de setembre de 2003 | Socorro              | LINEAR                     |
| 191414 -      | 2003 SW109             | 20 de setembre de 2003 | Kitt Peak            | Spacewatch                 |
| 191415 -      | 2003 SA110             | 20 de setembre de 2003 | Palomar              | NEAT                       |
| 191416 -      | 2003 SZ119             | 17 de setembre de 2003 | Kitt Peak            | Spacewatch                 |
| 191417 -      | 2003 SU137             | 21 de setembre de 2003 | Campo Imperatore     | CINEOS                     |
| 191418 -      | 2003 SW138             | 20 de setembre de 2003 | Palomar              | NEAT                       |
| 191419 -      | 2003 SZ138             | 21 de setembre de 2003 | Socorro              | LINEAR                     |
| 191420 -      | 2003 SN139             | 18 de setembre de 2003 | Socorro              | LINEAR                     |
| 191421 -      | 2003 SM146             | 20 de setembre de 2003 | Palomar              | NEAT                       |
| 191422 -      | 2003 SW146             | 20 de setembre de 2003 | Palomar              | NEAT                       |
| 191423 -      | 2003 SX146             | 20 de setembre de 2003 | Palomar              | NEAT                       |
| 191424 -      | 2003 SA147             | 20 de setembre de 2003 | Palomar              | NEAT                       |
| 191425 -      | 2003 SO148             | 16 de setembre de 2003 | Kitt Peak            | Spacewatch                 |
| 191426 -      | 2003 SR149             | 17 de setembre de 2003 | Socorro              | LINEAR                     |
| 191427 -      | 2003 SC154             | 19 de setembre de 2003 | Anderson Mesa        | LONEOS                     |
| 191428 -      | 2003 SC155             | 19 de setembre de 2003 | Anderson Mesa        | LONEOS                     |
| 191429 -      | 2003 SL157             | 19 de setembre de 2003 | Anderson Mesa        | LONEOS                     |
| 191430 -      | 2003 SH159             | 21 de setembre de 2003 | Socorro              | LINEAR                     |
| 191431 -      | 2003 SZ159             | 20 de setembre de 2003 | Palomar              | NEAT                       |
| 191432 -      | 2003 SJ163             | 19 de setembre de 2003 | Kitt Peak            | Spacewatch                 |
| 191433 -      | 2003 SW168             | 23 de setembre de 2003 | Haleakala            | NEAT                       |
| 191434 -      | 2003 SZ172             | 18 de setembre de 2003 | Socorro              | LINEAR                     |
| 191435 -      | 2003 SX175             | 18 de setembre de 2003 | Palomar              | NEAT                       |
| 191436 -      | 2003 SD177             | 18 de setembre de 2003 | Palomar              | NEAT                       |
| 191437 -      | 2003 SR177             | 18 de setembre de 2003 | Palomar              | NEAT                       |
| 191438 -      | 2003 SP178             | 19 de setembre de 2003 | Socorro              | LINEAR                     |
| 191439 -      | 2003 SE182             | 20 de setembre de 2003 | Socorro              | LINEAR                     |
| 191440 -      | 2003 SO182             | 20 de setembre de 2003 | Campo Imperatore     | CINEOS                     |
| 191441 -      | 2003 ST185             | 22 de setembre de 2003 | Anderson Mesa        | LONEOS                     |
| 191442 -      | 2003 SG189             | 22 de setembre de 2003 | Anderson Mesa        | LONEOS                     |
| 191443 -      | 2003 SG192             | 20 de setembre de 2003 | Campo Imperatore     | CINEOS                     |
| 191444 -      | 2003 SV193             | 20 de setembre de 2003 | Socorro              | LINEAR                     |
| 191445 -      | 2003 SG194             | 20 de setembre de 2003 | Anderson Mesa        | LONEOS                     |
| 191446 -      | 2003 SK199             | 21 de setembre de 2003 | Anderson Mesa        | LONEOS                     |
| 191447 -      | 2003 SV201             | 26 de setembre de 2003 | Desert Eagle         | W. K. Y. Yeung             |
| 191448 -      | 2003 SC203             | 22 de setembre de 2003 | Anderson Mesa        | LONEOS                     |
| 191449 -      | 2003 ST208             | 23 de setembre de 2003 | Palomar              | NEAT                       |
| 191450 -      | 2003 SU210             | 23 de setembre de 2003 | Palomar              | NEAT                       |
| 191451 -      | 2003 SD212             | 25 de setembre de 2003 | Palomar              | NEAT                       |
| 191452 -      | 2003 SL216             | 26 de setembre de 2003 | Socorro              | LINEAR                     |
| 191453 -      | 2003 SZ217             | 27 de setembre de 2003 | Desert Eagle         | W. K. Y. Yeung             |
| 191454 -      | 2003 SD221             | 28 de setembre de 2003 | Socorro              | LINEAR                     |
| 191455 -      | 2003 ST225             | 26 de setembre de 2003 | Socorro              | LINEAR                     |
| 191456 -      | 2003 SR226             | 26 de setembre de 2003 | Socorro              | LINEAR                     |
| 191457 -      | 2003 ST231             | 24 de setembre de 2003 | Palomar              | NEAT                       |
| 191458 -      | 2003 SS236             | 26 de setembre de 2003 | Socorro              | LINEAR                     |
| 191459 -      | 2003 SL254             | 27 de setembre de 2003 | Kitt Peak            | Spacewatch                 |
| 191460 -      | 2003 SE258             | 28 de setembre de 2003 | Kitt Peak            | Spacewatch                 |
| 191461 -      | 2003 SD266             | 29 de setembre de 2003 | Socorro              | LINEAR                     |
| 191462 -      | 2003 SF266             | 29 de setembre de 2003 | Socorro              | LINEAR                     |
| 191463 -      | 2003 SJ266             | 29 de setembre de 2003 | Socorro              | LINEAR                     |
| 191464 -      | 2003 SL269             | 26 de setembre de 2003 | Goodricke-Pigott     | R. A. Tucker               |
| 191465 -      | 2003 SY269             | 24 de setembre de 2003 | Haleakala            | NEAT                       |
| 191466 -      | 2003 SB273             | 27 de setembre de 2003 | Socorro              | LINEAR                     |
| 191467 -      | 2003 SD280             | 18 de setembre de 2003 | Palomar              | NEAT                       |
| 191468 -      | 2003 SB282             | 19 de setembre de 2003 | Socorro              | LINEAR                     |
| 191469 -      | 2003 SL286             | 21 de setembre de 2003 | Palomar              | NEAT                       |
| 191470 -      | 2003 SM286             | 21 de setembre de 2003 | Palomar              | NEAT                       |
| 191471 -      | 2003 SE289             | 28 de setembre de 2003 | Socorro              | LINEAR                     |
| 191472 -      | 2003 ST291             | 30 de setembre de 2003 | Socorro              | LINEAR                     |
| 191473 -      | 2003 SL292             | 25 de setembre de 2003 | Palomar              | NEAT                       |
| 191474 -      | 2003 SO292             | 25 de setembre de 2003 | Palomar              | NEAT                       |
| 191475 -      | 2003 SU292             | 26 de setembre de 2003 | Socorro              | LINEAR                     |
| 191476 -      | 2003 SX296             | 16 de setembre de 2003 | Palomar              | NEAT                       |
| 191477 -      | 2003 SE297             | 18 de setembre de 2003 | Haleakala            | NEAT                       |
| 191478 -      | 2003 SP303             | 17 de setembre de 2003 | Palomar              | NEAT                       |
| 191479 -      | 2003 SR308             | 29 de setembre de 2003 | Anderson Mesa        | LONEOS                     |
| 191480 -      | 2003 SR310             | 28 de setembre de 2003 | Haleakala            | NEAT                       |
| 191481 -      | 2003 SH312             | 26 de setembre de 2003 | Goodricke-Pigott     | R. A. Tucker               |
| 191482 -      | 2003 SJ312             | 27 de setembre de 2003 | Goodricke-Pigott     | R. A. Tucker               |
| 191483 -      | 2003 SH319             | 21 de setembre de 2003 | Anderson Mesa        | LONEOS                     |
| 191484 -      | 2003 TA1               | 3 d'octubre de 2003    | Kingsnake            | J. V. McClusky             |
| 191485 -      | 2003 TO2               | 7 d'octubre de 2003    | Wrightwood           | J. W. Young                |
| 191486 -      | 2003 TL7               | 1 d'octubre de 2003    | Anderson Mesa        | LONEOS                     |
| 191487 -      | 2003 TM7               | 1 d'octubre de 2003    | Anderson Mesa        | LONEOS                     |
| 191488 -      | 2003 TN15              | 15 d'octubre de 2003   | Anderson Mesa        | LONEOS                     |
| 191489 -      | 2003 TW16              | 14 d'octubre de 2003   | Anderson Mesa        | LONEOS                     |
| 191490 -      | 2003 TQ20              | 15 d'octubre de 2003   | Palomar              | NEAT                       |
| 191491 -      | 2003 TF21              | 15 d'octubre de 2003   | Anderson Mesa        | LONEOS                     |
| 191492 -      | 2003 TH57              | 5 d'octubre de 2003    | Socorro              | LINEAR                     |
| 191493 -      | 2003 TT57              | 14 d'octubre de 2003   | Palomar              | NEAT                       |
| 191494 -      | 2003 UE5               | 16 d'octubre de 2003   | Mülheim-Ruhr         | Mülheim-Ruhr               |
| 191495 -      | 2003 UN11              | 20 d'octubre de 2003   | Socorro              | LINEAR                     |
| 191496 -      | 2003 UU21              | 21 d'octubre de 2003   | Kingsnake            | J. V. McClusky             |
| 191497 -      | 2003 UL27              | 23 d'octubre de 2003   | Goodricke-Pigott     | R. A. Tucker               |
| 191498 -      | 2003 UB37              | 16 d'octubre de 2003   | Palomar              | NEAT                       |
| 191499 -      | 2003 UA41              | 16 d'octubre de 2003   | Anderson Mesa        | LONEOS                     |
| 191500 -      | 2003 UR47              | 24 d'octubre de 2003   | Haleakala            | NEAT                       |
| 191501-191600 |                        |                        |                      |                            |
| 191501 -      | 2003 UA48              | 16 d'octubre de 2003   | Kitt Peak            | Spacewatch                 |
| 191502 -      | 2003 UL48              | 16 d'octubre de 2003   | Anderson Mesa        | LONEOS                     |
| 191503 -      | 2003 UW48              | 16 d'octubre de 2003   | Anderson Mesa        | LONEOS                     |
| 191504 -      | 2003 UL54              | 18 d'octubre de 2003   | Palomar              | NEAT                       |
| 191505 -      | 2003 UQ57              | 16 d'octubre de 2003   | Palomar              | NEAT                       |
| 191506 -      | 2003 UT63              | 16 d'octubre de 2003   | Anderson Mesa        | LONEOS                     |
| 191507 -      | 2003 UK65              | 16 d'octubre de 2003   | Palomar              | NEAT                       |
| 191508 -      | 2003 UA73              | 19 d'octubre de 2003   | Kitt Peak            | Spacewatch                 |
| 191509 -      | 2003 UD83              | 16 d'octubre de 2003   | Anderson Mesa        | LONEOS                     |
| 191510 -      | 2003 UK85              | 18 d'octubre de 2003   | Kitt Peak            | Spacewatch                 |
| 191511 -      | 2003 UT86              | 18 d'octubre de 2003   | Palomar              | NEAT                       |
| 191512 -      | 2003 UA87              | 18 d'octubre de 2003   | Palomar              | NEAT                       |
| 191513 -      | 2003 UJ89              | 20 d'octubre de 2003   | Kitt Peak            | Spacewatch                 |
| 191514 -      | 2003 UQ92              | 20 d'octubre de 2003   | Palomar              | NEAT                       |
| 191515 -      | 2003 UB111             | 19 d'octubre de 2003   | Haleakala            | NEAT                       |
| 191516 -      | 2003 US112             | 20 d'octubre de 2003   | Socorro              | LINEAR                     |
| 191517 -      | 2003 UK116             | 21 d'octubre de 2003   | Socorro              | LINEAR                     |
| 191518 -      | 2003 UA129             | 21 d'octubre de 2003   | Kitt Peak            | Spacewatch                 |
| 191519 -      | 2003 UD133             | 20 d'octubre de 2003   | Palomar              | NEAT                       |
| 191520 -      | 2003 UE148             | 19 d'octubre de 2003   | Kitt Peak            | Spacewatch                 |
| 191521 -      | 2003 UJ152             | 21 d'octubre de 2003   | Kitt Peak            | Spacewatch                 |
| 191522 -      | 2003 US158             | 20 d'octubre de 2003   | Kitt Peak            | Spacewatch                 |
| 191523 -      | 2003 UD173             | 20 d'octubre de 2003   | Palomar              | NEAT                       |
| 191524 -      | 2003 UN177             | 21 d'octubre de 2003   | Palomar              | NEAT                       |
| 191525 -      | 2003 UW183             | 21 d'octubre de 2003   | Palomar              | NEAT                       |
| 191526 -      | 2003 UV186             | 22 d'octubre de 2003   | Socorro              | LINEAR                     |
| 191527 -      | 2003 UA193             | 20 d'octubre de 2003   | Kitt Peak            | Spacewatch                 |
| 191528 -      | 2003 UV193             | 20 d'octubre de 2003   | Kitt Peak            | Spacewatch                 |
| 191529 -      | 2003 UX196             | 21 d'octubre de 2003   | Kitt Peak            | Spacewatch                 |
| 191530 -      | 2003 UX197             | 21 d'octubre de 2003   | Anderson Mesa        | LONEOS                     |
| 191531 -      | 2003 UQ198             | 21 d'octubre de 2003   | Kitt Peak            | Spacewatch                 |
| 191532 -      | 2003 UV199             | 21 d'octubre de 2003   | Socorro              | LINEAR                     |
| 191533 -      | 2003 UV208             | 22 d'octubre de 2003   | Kitt Peak            | Spacewatch                 |
| 191534 -      | 2003 UM211             | 23 d'octubre de 2003   | Kitt Peak            | Spacewatch                 |
| 191535 -      | 2003 UE218             | 21 d'octubre de 2003   | Socorro              | LINEAR                     |
| 191536 -      | 2003 UY222             | 22 d'octubre de 2003   | Socorro              | LINEAR                     |
| 191537 -      | 2003 UL223             | 22 d'octubre de 2003   | Socorro              | LINEAR                     |
| 191538 -      | 2003 UR227             | 23 d'octubre de 2003   | Kitt Peak            | Spacewatch                 |
| 191539 -      | 2003 UL230             | 23 d'octubre de 2003   | Kitt Peak            | Spacewatch                 |
| 191540 -      | 2003 UF236             | 22 d'octubre de 2003   | Kitt Peak            | Spacewatch                 |
| 191541 -      | 2003 UF238             | 23 d'octubre de 2003   | Haleakala            | NEAT                       |
| 191542 -      | 2003 UM244             | 24 d'octubre de 2003   | Kitt Peak            | Spacewatch                 |
| 191543 -      | 2003 UJ249             | 25 d'octubre de 2003   | Socorro              | LINEAR                     |
| 191544 -      | 2003 UA255             | 25 d'octubre de 2003   | Kitt Peak            | Spacewatch                 |
| 191545 -      | 2003 UZ261             | 26 d'octubre de 2003   | Socorro              | LINEAR                     |
| 191546 -      | 2003 UV268             | 28 d'octubre de 2003   | Socorro              | LINEAR                     |
| 191547 -      | 2003 UB269             | 28 d'octubre de 2003   | Haleakala            | NEAT                       |
| 191548 -      | 2003 UG278             | 25 d'octubre de 2003   | Socorro              | LINEAR                     |
| 191549 -      | 2003 UL293             | 18 d'octubre de 2003   | Socorro              | LINEAR                     |
| 191550 -      | 2003 UL299             | 16 d'octubre de 2003   | Kitt Peak            | Spacewatch                 |
| 191551 -      | 2003 VK1               | 6 de novembre de 2003  | Piszkéstető          | K. Sárneczky, B. Sipőcz    |
| 191552 -      | 2003 VC8               | 14 de novembre de 2003 | Palomar              | NEAT                       |
| 191553 -      | 2003 WV14              | 16 de novembre de 2003 | Kitt Peak            | Spacewatch                 |
| 191554 -      | 2003 WC15              | 16 de novembre de 2003 | Kitt Peak            | Spacewatch                 |
| 191555 -      | 2003 WC20              | 19 de novembre de 2003 | Socorro              | LINEAR                     |
| 191556 -      | 2003 WM44              | 19 de novembre de 2003 | Palomar              | NEAT                       |
| 191557 -      | 2003 WT63              | 19 de novembre de 2003 | Kitt Peak            | Spacewatch                 |
| 191558 -      | 2003 WO65              | 19 de novembre de 2003 | Kitt Peak            | Spacewatch                 |
| 191559 -      | 2003 WE69              | 19 de novembre de 2003 | Kitt Peak            | Spacewatch                 |
| 191560 -      | 2003 WR69              | 19 de novembre de 2003 | Kitt Peak            | Spacewatch                 |
| 191561 -      | 2003 WT74              | 20 de novembre de 2003 | Socorro              | LINEAR                     |
| 191562 -      | 2003 WD81              | 20 de novembre de 2003 | Socorro              | LINEAR                     |
| 191563 -      | 2003 WJ102             | 21 de novembre de 2003 | Palomar              | NEAT                       |
| 191564 -      | 2003 WZ112             | 20 de novembre de 2003 | Socorro              | LINEAR                     |
| 191565 -      | 2003 WX128             | 21 de novembre de 2003 | Palomar              | NEAT                       |
| 191566 -      | 2003 WN139             | 21 de novembre de 2003 | Socorro              | LINEAR                     |
| 191567 -      | 2003 WX146             | 23 de novembre de 2003 | Socorro              | LINEAR                     |
| 191568 -      | 2003 WR151             | 26 de novembre de 2003 | Socorro              | LINEAR                     |
| 191569 -      | 2003 WZ153             | 29 de novembre de 2003 | Socorro              | LINEAR                     |
| 191570 -      | 2003 WQ162             | 30 de novembre de 2003 | Socorro              | LINEAR                     |
| 191571 -      | 2003 WX170             | 21 de novembre de 2003 | Catalina             | CSS                        |
| 191572 -      | 2003 WU189             | 22 de novembre de 2003 | Catalina             | CSS                        |
| 191573 -      | 2003 XZ10              | 10 de desembre de 2003 | Palomar              | NEAT                       |
| 191574 -      | 2003 XF14              | 15 de desembre de 2003 | Socorro              | LINEAR                     |
| 191575 -      | 2003 XP25              | 1 de desembre de 2003  | Socorro              | LINEAR                     |
| 191576 -      | 2003 XM30              | 1 de desembre de 2003  | Kitt Peak            | Spacewatch                 |
| 191577 -      | 2003 XU32              | 1 de desembre de 2003  | Kitt Peak            | Spacewatch                 |
| 191578 -      | 2003 XH35              | 3 de desembre de 2003  | Socorro              | LINEAR                     |
| 191579 -      | 2003 YB6               | 17 de desembre de 2003 | Socorro              | LINEAR                     |
| 191580 -      | 2003 YR53              | 19 de desembre de 2003 | Socorro              | LINEAR                     |
| 191581 -      | 2003 YC64              | 19 de desembre de 2003 | Socorro              | LINEAR                     |
| 191582 -      | 2003 YK69              | 20 de desembre de 2003 | San Marcello         | San Marcello               |
| 191583 -      | 2003 YF105             | 22 de desembre de 2003 | Socorro              | LINEAR                     |
| 191584 -      | 2004 BA143             | 19 de gener de 2004    | Kitt Peak            | Spacewatch                 |
| 191585 -      | 2004 CO63              | 12 de febrer de 2004   | Palomar              | NEAT                       |
| 191586 -      | 2004 DU49              | 22 de febrer de 2004   | Socorro              | LINEAR                     |
| 191587 -      | 2004 EJ6               | 12 de març de 2004     | Palomar              | NEAT                       |
| 191588 -      | 2004 EO73              | 15 de març de 2004     | Catalina             | CSS                        |
| 191589 -      | 2004 FQ5               | 19 de març de 2004     | Palomar              | NEAT                       |
| 191590 -      | 2004 FN29              | 24 de març de 2004     | Bergisch Gladbach    | W. Bickel                  |
| 191591 -      | 2004 FR38              | 17 de març de 2004     | Socorro              | LINEAR                     |
| 191592 -      | 2004 FX46              | 17 de març de 2004     | Socorro              | LINEAR                     |
| 191593 -      | 2004 FD68              | 20 de març de 2004     | Socorro              | LINEAR                     |
| 191594 -      | 2004 FC90              | 20 de març de 2004     | Socorro              | LINEAR                     |
| 191595 -      | 2004 FF109             | 24 de març de 2004     | Anderson Mesa        | LONEOS                     |
| 191596 -      | 2004 FX121             | 24 de març de 2004     | Anderson Mesa        | LONEOS                     |
| 191597 -      | 2004 FX125             | 27 de març de 2004     | Socorro              | LINEAR                     |
| 191598 -      | 2004 FT142             | 27 de març de 2004     | Socorro              | LINEAR                     |
| 191599 -      | 2004 FN143             | 28 de març de 2004     | Socorro              | LINEAR                     |
| 191600 -      | 2004 FW146             | 22 de març de 2004     | Socorro              | LINEAR                     |
| 191601-191700 |                        |                        |                      |                            |
| 191601 -      | 2004 GY13              | 13 d'abril de 2004     | Catalina             | CSS                        |
| 191602 -      | 2004 GB30              | 12 d'abril de 2004     | Kitt Peak            | Spacewatch                 |
| 191603 -      | 2004 GH37              | 14 d'abril de 2004     | Anderson Mesa        | LONEOS                     |
| 191604 -      | 2004 GL48              | 12 d'abril de 2004     | Kitt Peak            | Spacewatch                 |
| 191605 -      | 2004 GA59              | 12 d'abril de 2004     | Palomar              | NEAT                       |
| 191606 -      | 2004 GN74              | 15 d'abril de 2004     | Palomar              | NEAT                       |
| 191607 -      | 2004 HD7               | 16 d'abril de 2004     | Palomar              | NEAT                       |
| 191608 -      | 2004 HP10              | 17 d'abril de 2004     | Socorro              | LINEAR                     |
| 191609 -      | 2004 HA18              | 17 d'abril de 2004     | Socorro              | LINEAR                     |
| 191610 -      | 2004 HW24              | 19 d'abril de 2004     | Socorro              | LINEAR                     |
| 191611 -      | 2004 HU45              | 21 d'abril de 2004     | Socorro              | LINEAR                     |
| 191612 -      | 2004 HT48              | 22 d'abril de 2004     | Siding Spring        | SSS                        |
| 191613 -      | 2004 HS50              | 23 d'abril de 2004     | Kitt Peak            | Spacewatch                 |
| 191614 -      | 2004 JH6               | 8 de maig de 2004      | Palomar              | NEAT                       |
| 191615 -      | 2004 JE7               | 8 de maig de 2004      | Palomar              | NEAT                       |
| 191616 -      | 2004 JO22              | 9 de maig de 2004      | Palomar              | NEAT                       |
| 191617 -      | 2004 JN24              | 15 de maig de 2004     | Socorro              | LINEAR                     |
| 191618 -      | 2004 JB42              | 15 de maig de 2004     | Socorro              | LINEAR                     |
| 191619 -      | 2004 KJ7               | 19 de maig de 2004     | Socorro              | LINEAR                     |
| 191620 -      | 2004 LH5               | 12 de juny de 2004     | Palomar              | NEAT                       |
| 191621 -      | 2004 MN3               | 19 de juny de 2004     | Wrightwood           | J. W. Young                |
| 191622 -      | 2004 MK8               | 27 de juny de 2004     | Siding Spring        | SSS                        |
| 191623 -      | 2004 NB1               | 7 de juliol de 2004    | Campo Imperatore     | CINEOS                     |
| 191624 -      | 2004 NJ1               | 9 de juliol de 2004    | Palomar              | NEAT                       |
| 191625 -      | 2004 NO3               | 12 de juliol de 2004   | Reedy Creek          | J. Broughton               |
| 191626 -      | 2004 NF15              | 11 de juliol de 2004   | Socorro              | LINEAR                     |
| 191627 -      | 2004 NF16              | 11 de juliol de 2004   | Socorro              | LINEAR                     |
| 191628 -      | 2004 NE17              | 11 de juliol de 2004   | Socorro              | LINEAR                     |
| 191629 -      | 2004 NJ17              | 11 de juliol de 2004   | Socorro              | LINEAR                     |
| 191630 -      | 2004 NE22              | 11 de juliol de 2004   | Socorro              | LINEAR                     |
| 191631 -      | 2004 NN27              | 11 de juliol de 2004   | Socorro              | LINEAR                     |
| 191632 -      | 2004 NW27              | 11 de juliol de 2004   | Socorro              | LINEAR                     |
| 191633 -      | 2004 OB12              | 17 de juliol de 2004   | Reedy Creek          | J. Broughton               |
| 191634 -      | 2004 PQ3               | 3 d'agost de 2004      | Siding Spring        | SSS                        |
| 191635 -      | 2004 PD5               | 6 d'agost de 2004      | Palomar              | NEAT                       |
| 191636 -      | 2004 PF9               | 6 d'agost de 2004      | Palomar              | NEAT                       |
| 191637 -      | 2004 PX18              | 8 d'agost de 2004      | Anderson Mesa        | LONEOS                     |
| 191638 -      | 2004 PO20              | 6 d'agost de 2004      | Palomar              | NEAT                       |
| 191639 -      | 2004 PU23              | 8 d'agost de 2004      | Socorro              | LINEAR                     |
| 191640 -      | 2004 PK24              | 8 d'agost de 2004      | Socorro              | LINEAR                     |
| 191641 -      | 2004 PL24              | 8 d'agost de 2004      | Socorro              | LINEAR                     |
| 191642 -      | 2004 PV29              | 7 d'agost de 2004      | Palomar              | NEAT                       |
| 191643 -      | 2004 PX34              | 8 d'agost de 2004      | Anderson Mesa        | LONEOS                     |
| 191644 -      | 2004 PZ36              | 9 d'agost de 2004      | Socorro              | LINEAR                     |
| 191645 -      | 2004 PQ38              | 9 d'agost de 2004      | Socorro              | LINEAR                     |
| 191646 -      | 2004 PP40              | 9 d'agost de 2004      | Socorro              | LINEAR                     |
| 191647 -      | 2004 PK43              | 6 d'agost de 2004      | Palomar              | NEAT                       |
| 191648 -      | 2004 PP45              | 7 d'agost de 2004      | Palomar              | NEAT                       |
| 191649 -      | 2004 PX46              | 8 d'agost de 2004      | Campo Imperatore     | CINEOS                     |
| 191650 -      | 2004 PC51              | 8 d'agost de 2004      | Socorro              | LINEAR                     |
| 191651 -      | 2004 PU56              | 9 d'agost de 2004      | Socorro              | LINEAR                     |
| 191652 -      | 2004 PF57              | 9 d'agost de 2004      | Socorro              | LINEAR                     |
| 191653 -      | 2004 PN69              | 7 d'agost de 2004      | Palomar              | NEAT                       |
| 191654 -      | 2004 PQ71              | 8 d'agost de 2004      | Socorro              | LINEAR                     |
| 191655 -      | 2004 PT73              | 8 d'agost de 2004      | Socorro              | LINEAR                     |
| 191656 -      | 2004 PY81              | 10 d'agost de 2004     | Socorro              | LINEAR                     |
| 191657 -      | 2004 PK84              | 10 d'agost de 2004     | Socorro              | LINEAR                     |
| 191658 -      | 2004 PG91              | 11 d'agost de 2004     | Socorro              | LINEAR                     |
| 191659 -      | 2004 PK101             | 11 d'agost de 2004     | Socorro              | LINEAR                     |
| 191660 -      | 2004 PL101             | 11 d'agost de 2004     | Socorro              | LINEAR                     |
| 191661 -      | 2004 PP101             | 11 d'agost de 2004     | Socorro              | LINEAR                     |
| 191662 -      | 2004 PU102             | 12 d'agost de 2004     | Socorro              | LINEAR                     |
| 191663 -      | 2004 PG103             | 12 d'agost de 2004     | Socorro              | LINEAR                     |
| 191664 -      | 2004 PQ103             | 12 d'agost de 2004     | Socorro              | LINEAR                     |
| 191665 -      | 2004 PA104             | 12 d'agost de 2004     | Socorro              | LINEAR                     |
| 191666 -      | 2004 PQ112             | 3 d'agost de 2004      | Siding Spring        | SSS                        |
| 191667 -      | 2004 QZ                | 16 d'agost de 2004     | Palomar              | NEAT                       |
| 191668 -      | 2004 QF4               | 19 d'agost de 2004     | Siding Spring        | SSS                        |
| 191669 -      | 2004 QD11              | 21 d'agost de 2004     | Siding Spring        | SSS                        |
| 191670 -      | 2004 QV11              | 21 d'agost de 2004     | Siding Spring        | SSS                        |
| 191671 -      | 2004 QC20              | 25 d'agost de 2004     | Wise                 | Wise                       |
| 191672 -      | 2004 RT10              | 7 de setembre de 2004  | Vicques              | M. Ory                     |
| 191673 -      | 2004 RR19              | 7 de setembre de 2004  | Palomar              | NEAT                       |
| 191674 -      | 2004 RG35              | 7 de setembre de 2004  | Socorro              | LINEAR                     |
| 191675 -      | 2004 RP38              | 7 de setembre de 2004  | Kitt Peak            | Spacewatch                 |
| 191676 -      | 2004 RR46              | 8 de setembre de 2004  | Socorro              | LINEAR                     |
| 191677 -      | 2004 RH47              | 8 de setembre de 2004  | Socorro              | LINEAR                     |
| 191678 -      | 2004 RS58              | 8 de setembre de 2004  | Socorro              | LINEAR                     |
| 191679 -      | 2004 RV63              | 8 de setembre de 2004  | Socorro              | LINEAR                     |
| 191680 -      | 2004 RE67              | 8 de setembre de 2004  | Socorro              | LINEAR                     |
| 191681 -      | 2004 RJ75              | 8 de setembre de 2004  | Socorro              | LINEAR                     |
| 191682 -      | 2004 RG76              | 8 de setembre de 2004  | Socorro              | LINEAR                     |
| 191683 -      | 2004 RX76              | 8 de setembre de 2004  | Socorro              | LINEAR                     |
| 191684 -      | 2004 RK78              | 8 de setembre de 2004  | Socorro              | LINEAR                     |
| 191685 -      | 2004 RO79              | 8 de setembre de 2004  | Palomar              | NEAT                       |
| 191686 -      | 2004 RA86              | 7 de setembre de 2004  | Socorro              | LINEAR                     |
| 191687 -      | 2004 RK95              | 8 de setembre de 2004  | Socorro              | LINEAR                     |
| 191688 -      | 2004 RC107             | 9 de setembre de 2004  | Socorro              | LINEAR                     |
| 191689 -      | 2004 RZ136             | 8 de setembre de 2004  | Campo Imperatore     | CINEOS                     |
| 191690 -      | 2004 RY142             | 8 de setembre de 2004  | Palomar              | NEAT                       |
| 191691 -      | 2004 RK144             | 8 de setembre de 2004  | Palomar              | NEAT                       |
| 191692 -      | 2004 RN149             | 9 de setembre de 2004  | Socorro              | LINEAR                     |
| 191693 -      | 2004 RG150             | 9 de setembre de 2004  | Socorro              | LINEAR                     |
| 191694 -      | 2004 RL151             | 9 de setembre de 2004  | Socorro              | LINEAR                     |
| 191695 -      | 2004 RK154             | 10 de setembre de 2004 | Socorro              | LINEAR                     |
| 191696 -      | 2004 RB160             | 10 de setembre de 2004 | Socorro              | LINEAR                     |
| 191697 -      | 2004 RR162             | 11 de setembre de 2004 | Socorro              | LINEAR                     |
| 191698 -      | 2004 RV163             | 10 de setembre de 2004 | Socorro              | LINEAR                     |
| 191699 -      | 2004 RX167             | 7 de setembre de 2004  | Kitt Peak            | Spacewatch                 |
| 191700 -      | 2004 RG168             | 8 de setembre de 2004  | Socorro              | LINEAR                     |
| 191701-191800 |                        |                        |                      |                            |
| 191701 -      | 2004 RP169             | 8 de setembre de 2004  | Socorro              | LINEAR                     |
| 191702 -      | 2004 RQ170             | 8 de setembre de 2004  | Palomar              | NEAT                       |
| 191703 -      | 2004 RB172             | 9 de setembre de 2004  | Socorro              | LINEAR                     |
| 191704 -      | 2004 RF172             | 9 de setembre de 2004  | Socorro              | LINEAR                     |
| 191705 -      | 2004 RR188             | 10 de setembre de 2004 | Socorro              | LINEAR                     |
| 191706 -      | 2004 RX188             | 10 de setembre de 2004 | Socorro              | LINEAR                     |
| 191707 -      | 2004 RY192             | 10 de setembre de 2004 | Socorro              | LINEAR                     |
| 191708 -      | 2004 RQ194             | 10 de setembre de 2004 | Socorro              | LINEAR                     |
| 191709 -      | 2004 RT194             | 10 de setembre de 2004 | Socorro              | LINEAR                     |
| 191710 -      | 2004 RW195             | 10 de setembre de 2004 | Socorro              | LINEAR                     |
| 191711 -      | 2004 RQ196             | 10 de setembre de 2004 | Socorro              | LINEAR                     |
| 191712 -      | 2004 RT196             | 10 de setembre de 2004 | Socorro              | LINEAR                     |
| 191713 -      | 2004 RE199             | 10 de setembre de 2004 | Socorro              | LINEAR                     |
| 191714 -      | 2004 RX199             | 10 de setembre de 2004 | Socorro              | LINEAR                     |
| 191715 -      | 2004 RG201             | 10 de setembre de 2004 | Socorro              | LINEAR                     |
| 191716 -      | 2004 RX206             | 11 de setembre de 2004 | Socorro              | LINEAR                     |
| 191717 -      | 2004 RZ214             | 11 de setembre de 2004 | Socorro              | LINEAR                     |
| 191718 -      | 2004 RL218             | 11 de setembre de 2004 | Socorro              | LINEAR                     |
| 191719 -      | 2004 RO220             | 11 de setembre de 2004 | Socorro              | LINEAR                     |
| 191720 -      | 2004 RG224             | 8 de setembre de 2004  | Socorro              | LINEAR                     |
| 191721 -      | 2004 RP228             | 9 de setembre de 2004  | Kitt Peak            | Spacewatch                 |
| 191722 -      | 2004 RZ229             | 9 de setembre de 2004  | Kitt Peak            | Spacewatch                 |
| 191723 -      | 2004 RE237             | 10 de setembre de 2004 | Kitt Peak            | Spacewatch                 |
| 191724 -      | 2004 RJ246             | 10 de setembre de 2004 | Kitt Peak            | Spacewatch                 |
| 191725 -      | 2004 RM276             | 13 de setembre de 2004 | Kitt Peak            | Spacewatch                 |
| 191726 -      | 2004 RV287             | 15 de setembre de 2004 | 7300 Observatory     | W. K. Y. Yeung             |
| 191727 -      | 2004 RK293             | 11 de setembre de 2004 | Socorro              | LINEAR                     |
| 191728 -      | 2004 RK305             | 12 de setembre de 2004 | Socorro              | LINEAR                     |
| 191729 -      | 2004 RZ306             | 12 de setembre de 2004 | Socorro              | LINEAR                     |
| 191730 -      | 2004 RL309             | 13 de setembre de 2004 | Socorro              | LINEAR                     |
| 191731 -      | 2004 RZ309             | 13 de setembre de 2004 | Socorro              | LINEAR                     |
| 191732 -      | 2004 RD310             | 13 de setembre de 2004 | Socorro              | LINEAR                     |
| 191733 -      | 2004 RV312             | 15 de setembre de 2004 | Kitt Peak            | Spacewatch                 |
| 191734 -      | 2004 RU323             | 13 de setembre de 2004 | Socorro              | LINEAR                     |
| 191735 -      | 2004 RN325             | 13 de setembre de 2004 | Socorro              | LINEAR                     |
| 191736 -      | 2004 RV325             | 13 de setembre de 2004 | Socorro              | LINEAR                     |
| 191737 -      | 2004 RE326             | 13 de setembre de 2004 | Socorro              | LINEAR                     |
| 191738 -      | 2004 RR333             | 15 de setembre de 2004 | Anderson Mesa        | LONEOS                     |
| 191739 -      | 2004 RO338             | 15 de setembre de 2004 | Kitt Peak            | Spacewatch                 |
| 191740 -      | 2004 SB12              | 16 de setembre de 2004 | Siding Spring        | SSS                        |
| 191741 -      | 2004 SC12              | 16 de setembre de 2004 | Siding Spring        | SSS                        |
| 191742 -      | 2004 SA13              | 17 de setembre de 2004 | Anderson Mesa        | LONEOS                     |
| 191743 -      | 2004 SZ13              | 17 de setembre de 2004 | Socorro              | LINEAR                     |
| 191744 -      | 2004 SX15              | 17 de setembre de 2004 | Anderson Mesa        | LONEOS                     |
| 191745 -      | 2004 SM20              | 17 de setembre de 2004 | Desert Eagle         | W. K. Y. Yeung             |
| 191746 -      | 2004 SQ22              | 17 de setembre de 2004 | Socorro              | LINEAR                     |
| 191747 -      | 2004 SV29              | 17 de setembre de 2004 | Socorro              | LINEAR                     |
| 191748 -      | 2004 SZ40              | 17 de setembre de 2004 | Socorro              | LINEAR                     |
| 191749 -      | 2004 SO42              | 18 de setembre de 2004 | Socorro              | LINEAR                     |
| 191750 -      | 2004 ST48              | 21 de setembre de 2004 | Socorro              | LINEAR                     |
| 191751 -      | 2004 SC50              | 22 de setembre de 2004 | Socorro              | LINEAR                     |
| 191752 -      | 2004 SE50              | 22 de setembre de 2004 | Socorro              | LINEAR                     |
| 191753 -      | 2004 SD51              | 22 de setembre de 2004 | Kitt Peak            | Spacewatch                 |
| 191754 -      | 2004 SC52              | 17 de setembre de 2004 | Socorro              | LINEAR                     |
| 191755 -      | 2004 SQ54              | 22 de setembre de 2004 | Socorro              | LINEAR                     |
| 191756 -      | 2004 SU54              | 22 de setembre de 2004 | Socorro              | LINEAR                     |
| 191757 -      | 2004 SP60              | 16 de setembre de 2004 | Kitt Peak            | Spacewatch                 |
| 191758 -      | 2004 TV1               | 3 d'octubre de 2004    | Palomar              | NEAT                       |
| 191759 -      | 2004 TA12              | 6 d'octubre de 2004    | Goodricke-Pigott     | R. A. Tucker               |
| 191760 -      | 2004 TH12              | 7 d'octubre de 2004    | Goodricke-Pigott     | R. A. Tucker               |
| 191761 -      | 2004 TK23              | 4 d'octubre de 2004    | Kitt Peak            | Spacewatch                 |
| 191762 -      | 2004 TU34              | 4 d'octubre de 2004    | Anderson Mesa        | LONEOS                     |
| 191763 -      | 2004 TB42              | 4 d'octubre de 2004    | Kitt Peak            | Spacewatch                 |
| 191764 -      | 2004 TH45              | 4 d'octubre de 2004    | Kitt Peak            | Spacewatch                 |
| 191765 -      | 2004 TF48              | 4 d'octubre de 2004    | Kitt Peak            | Spacewatch                 |
| 191766 -      | 2004 TF50              | 4 d'octubre de 2004    | Kitt Peak            | Spacewatch                 |
| 191767 -      | 2004 TH51              | 4 d'octubre de 2004    | Kitt Peak            | Spacewatch                 |
| 191768 -      | 2004 TJ51              | 4 d'octubre de 2004    | Kitt Peak            | Spacewatch                 |
| 191769 -      | 2004 TB53              | 4 d'octubre de 2004    | Kitt Peak            | Spacewatch                 |
| 191770 -      | 2004 TA55              | 4 d'octubre de 2004    | Kitt Peak            | Spacewatch                 |
| 191771 -      | 2004 TH68              | 5 d'octubre de 2004    | Anderson Mesa        | LONEOS                     |
| 191772 -      | 2004 TE71              | 6 d'octubre de 2004    | Kitt Peak            | Spacewatch                 |
| 191773 -      | 2004 TM73              | 6 d'octubre de 2004    | Kitt Peak            | Spacewatch                 |
| 191774 -      | 2004 TA76              | 6 d'octubre de 2004    | Palomar              | NEAT                       |
| 191775 -      | 2004 TQ77              | 12 d'octubre de 2004   | Moletai              | MAO                        |
| 191776 -      | 2004 TC79              | 4 d'octubre de 2004    | Anderson Mesa        | LONEOS                     |
| 191777 -      | 2004 TN85              | 5 d'octubre de 2004    | Kitt Peak            | Spacewatch                 |
| 191778 -      | 2004 TA86              | 5 d'octubre de 2004    | Kitt Peak            | Spacewatch                 |
| 191779 -      | 2004 TT91              | 5 d'octubre de 2004    | Kitt Peak            | Spacewatch                 |
| 191780 -      | 2004 TA99              | 5 d'octubre de 2004    | Kitt Peak            | Spacewatch                 |
| 191781 -      | 2004 TS99              | 5 d'octubre de 2004    | Kitt Peak            | Spacewatch                 |
| 191782 -      | 2004 TW113             | 7 d'octubre de 2004    | Palomar              | NEAT                       |
| 191783 -      | 2004 TX115             | 15 d'octubre de 2004   | Goodricke-Pigott     | Goodricke-Pigott           |
| 191784 -      | 2004 TP122             | 7 d'octubre de 2004    | Anderson Mesa        | LONEOS                     |
| 191785 -      | 2004 TP124             | 7 d'octubre de 2004    | Socorro              | LINEAR                     |
| 191786 -      | 2004 TZ125             | 7 d'octubre de 2004    | Socorro              | LINEAR                     |
| 191787 -      | 2004 TZ126             | 7 d'octubre de 2004    | Socorro              | LINEAR                     |
| 191788 -      | 2004 TQ131             | 7 d'octubre de 2004    | Anderson Mesa        | LONEOS                     |
| 191789 -      | 2004 TG132             | 7 d'octubre de 2004    | Anderson Mesa        | LONEOS                     |
| 191790 -      | 2004 TC134             | 7 d'octubre de 2004    | Palomar              | NEAT                       |
| 191791 -      | 2004 TM134             | 7 d'octubre de 2004    | Palomar              | NEAT                       |
| 191792 -      | 2004 TV136             | 8 d'octubre de 2004    | Anderson Mesa        | LONEOS                     |
| 191793 -      | 2004 TK154             | 6 d'octubre de 2004    | Kitt Peak            | Spacewatch                 |
| 191794 -      | 2004 TO161             | 6 d'octubre de 2004    | Kitt Peak            | Spacewatch                 |
| 191795 -      | 2004 TK170             | 7 d'octubre de 2004    | Socorro              | LINEAR                     |
| 191796 -      | 2004 TQ178             | 7 d'octubre de 2004    | Kitt Peak            | Spacewatch                 |
| 191797 -      | 2004 TQ203             | 7 d'octubre de 2004    | Kitt Peak            | Spacewatch                 |
| 191798 -      | 2004 TA205             | 7 d'octubre de 2004    | Kitt Peak            | Spacewatch                 |
| 191799 -      | 2004 TL205             | 7 d'octubre de 2004    | Kitt Peak            | Spacewatch                 |
| 191800 -      | 2004 TW211             | 8 d'octubre de 2004    | Kitt Peak            | Spacewatch                 |
| 191801-191900 |                        |                        |                      |                            |
| 191801 -      | 2004 TC219             | 5 d'octubre de 2004    | Kitt Peak            | Spacewatch                 |
| 191802 -      | 2004 TZ220             | 7 d'octubre de 2004    | Socorro              | LINEAR                     |
| 191803 -      | 2004 TJ223             | 7 d'octubre de 2004    | Socorro              | LINEAR                     |
| 191804 -      | 2004 TX223             | 8 d'octubre de 2004    | Kitt Peak            | Spacewatch                 |
| 191805 -      | 2004 TS229             | 8 d'octubre de 2004    | Kitt Peak            | Spacewatch                 |
| 191806 -      | 2004 TG247             | 7 d'octubre de 2004    | Socorro              | LINEAR                     |
| 191807 -      | 2004 TX247             | 7 d'octubre de 2004    | Socorro              | LINEAR                     |
| 191808 -      | 2004 TX261             | 9 d'octubre de 2004    | Socorro              | LINEAR                     |
| 191809 -      | 2004 TO263             | 9 d'octubre de 2004    | Kitt Peak            | Spacewatch                 |
| 191810 -      | 2004 TY276             | 9 d'octubre de 2004    | Kitt Peak            | Spacewatch                 |
| 191811 -      | 2004 TJ279             | 10 d'octubre de 2004   | Socorro              | LINEAR                     |
| 191812 -      | 2004 TV280             | 10 d'octubre de 2004   | Kitt Peak            | Spacewatch                 |
| 191813 -      | 2004 TK286             | 8 d'octubre de 2004    | Kitt Peak            | Spacewatch                 |
| 191814 -      | 2004 TT292             | 10 d'octubre de 2004   | Socorro              | LINEAR                     |
| 191815 -      | 2004 TR294             | 10 d'octubre de 2004   | Kitt Peak            | Spacewatch                 |
| 191816 -      | 2004 TO295             | 10 d'octubre de 2004   | Kitt Peak            | Spacewatch                 |
| 191817 -      | 2004 TY302             | 9 d'octubre de 2004    | Socorro              | LINEAR                     |
| 191818 -      | 2004 TU306             | 10 d'octubre de 2004   | Socorro              | LINEAR                     |
| 191819 -      | 2004 TV321             | 11 d'octubre de 2004   | Kitt Peak            | Spacewatch                 |
| 191820 -      | 2004 TO326             | 14 d'octubre de 2004   | Palomar              | NEAT                       |
| 191821 -      | 2004 TT359             | 9 d'octubre de 2004    | Socorro              | LINEAR                     |
| 191822 -      | 2004 TY361             | 14 d'octubre de 2004   | Anderson Mesa        | LONEOS                     |
| 191823 -      | 2004 UX1               | 16 d'octubre de 2004   | Socorro              | LINEAR                     |
| 191824 -      | 2004 UA3               | 18 d'octubre de 2004   | Socorro              | LINEAR                     |
| 191825 -      | 2004 UV5               | 20 d'octubre de 2004   | Socorro              | LINEAR                     |
| 191826 -      | 2004 UZ7               | 21 d'octubre de 2004   | Socorro              | LINEAR                     |
| 191827 -      | 2004 UW9               | 18 d'octubre de 2004   | Socorro              | LINEAR                     |
| 191828 -      | 2004 VF                | 2 de novembre de 2004  | Palomar              | NEAT                       |
| 191829 -      | 2004 VR                | 2 de novembre de 2004  | Anderson Mesa        | LONEOS                     |
| 191830 -      | 2004 VC2               | 2 de novembre de 2004  | Anderson Mesa        | LONEOS                     |
| 191831 -      | 2004 VO3               | 3 de novembre de 2004  | Kitt Peak            | Spacewatch                 |
| 191832 -      | 2004 VS7               | 3 de novembre de 2004  | Kitt Peak            | Spacewatch                 |
| 191833 -      | 2004 VY7               | 3 de novembre de 2004  | Kitt Peak            | Spacewatch                 |
| 191834 -      | 2004 VT9               | 3 de novembre de 2004  | Anderson Mesa        | LONEOS                     |
| 191835 -      | 2004 VU10              | 3 de novembre de 2004  | Catalina             | CSS                        |
| 191836 -      | 2004 VG13              | 3 de novembre de 2004  | Palomar              | NEAT                       |
| 191837 -      | 2004 VU13              | 3 de novembre de 2004  | Catalina             | CSS                        |
| 191838 -      | 2004 VR14              | 4 de novembre de 2004  | Catalina             | CSS                        |
| 191839 -      | 2004 VJ16              | 4 de novembre de 2004  | Needville            | Needville                  |
| 191840 -      | 2004 VG17              | 3 de novembre de 2004  | Kitt Peak            | Spacewatch                 |
| 191841 -      | 2004 VO20              | 4 de novembre de 2004  | Catalina             | CSS                        |
| 191842 -      | 2004 VL24              | 5 de novembre de 2004  | Needville            | Needville                  |
| 191843 -      | 2004 VD26              | 4 de novembre de 2004  | Catalina             | CSS                        |
| 191844 -      | 2004 VY26              | 4 de novembre de 2004  | Catalina             | CSS                        |
| 191845 -      | 2004 VG34              | 3 de novembre de 2004  | Kitt Peak            | Spacewatch                 |
| 191846 -      | 2004 VO37              | 4 de novembre de 2004  | Kitt Peak            | Spacewatch                 |
| 191847 -      | 2004 VB39              | 4 de novembre de 2004  | Kitt Peak            | Spacewatch                 |
| 191848 -      | 2004 VP47              | 4 de novembre de 2004  | Kitt Peak            | Spacewatch                 |
| 191849 -      | 2004 VZ48              | 4 de novembre de 2004  | Kitt Peak            | Spacewatch                 |
| 191850 -      | 2004 VV54              | 7 de novembre de 2004  | Bergisch Gladbach    | W. Bickel                  |
| 191851 -      | 2004 VE57              | 5 de novembre de 2004  | Socorro              | LINEAR                     |
| 191852 -      | 2004 VZ58              | 9 de novembre de 2004  | Catalina             | CSS                        |
| 191853 -      | 2004 VH59              | 9 de novembre de 2004  | Catalina             | CSS                        |
| 191854 -      | 2004 VV61              | 6 de novembre de 2004  | Socorro              | LINEAR                     |
| 191855 -      | 2004 VX61              | 6 de novembre de 2004  | Socorro              | LINEAR                     |
| 191856 -      | 2004 VW69              | 11 de novembre de 2004 | Piszkéstető          | Piszkéstető                |
| 191857 -      | 2004 VA70              | 12 de novembre de 2004 | Piszkéstető          | Piszkéstető                |
| 191858 -      | 2004 WV4               | 18 de novembre de 2004 | Campo Imperatore     | CINEOS                     |
| 191859 -      | 2004 WJ7               | 19 de novembre de 2004 | Socorro              | LINEAR                     |
| 191860 -      | 2004 WX8               | 18 de novembre de 2004 | Socorro              | LINEAR                     |
| 191861 -      | 2004 XK8               | 2 de desembre de 2004  | Palomar              | NEAT                       |
| 191862 -      | 2004 XQ10              | 3 de desembre de 2004  | Kitt Peak            | Spacewatch                 |
| 191863 -      | 2004 XG19              | 8 de desembre de 2004  | Socorro              | LINEAR                     |
| 191864 -      | 2004 XV22              | 8 de desembre de 2004  | Socorro              | LINEAR                     |
| 191865 -      | 2004 XO28              | 10 de desembre de 2004 | Socorro              | LINEAR                     |
| 191866 -      | 2004 XW31              | 10 de desembre de 2004 | Kitt Peak            | Spacewatch                 |
| 191867 -      | 2004 XJ34              | 11 de desembre de 2004 | Socorro              | LINEAR                     |
| 191868 -      | 2004 XD72              | 14 de desembre de 2004 | Anderson Mesa        | LONEOS                     |
| 191869 -      | 2004 XH72              | 14 de desembre de 2004 | Catalina             | CSS                        |
| 191870 -      | 2004 XT76              | 10 de desembre de 2004 | Socorro              | LINEAR                     |
| 191871 -      | 2004 XP81              | 10 de desembre de 2004 | Socorro              | LINEAR                     |
| 191872 -      | 2004 XW82              | 11 de desembre de 2004 | Kitt Peak            | Spacewatch                 |
| 191873 -      | 2004 XR83              | 11 de desembre de 2004 | Kitt Peak            | Spacewatch                 |
| 191874 -      | 2004 XR89              | 11 de desembre de 2004 | Kitt Peak            | Spacewatch                 |
| 191875 -      | 2004 XY92              | 11 de desembre de 2004 | Socorro              | LINEAR                     |
| 191876 -      | 2004 XC97              | 11 de desembre de 2004 | Kitt Peak            | Spacewatch                 |
| 191877 -      | 2004 XQ101             | 14 de desembre de 2004 | Catalina             | CSS                        |
| 191878 -      | 2004 XA103             | 14 de desembre de 2004 | Anderson Mesa        | LONEOS                     |
| 191879 -      | 2004 XQ107             | 11 de desembre de 2004 | Socorro              | LINEAR                     |
| 191880 -      | 2004 XJ108             | 11 de desembre de 2004 | Socorro              | LINEAR                     |
| 191881 -      | 2004 XM108             | 2 de desembre de 2004  | Catalina             | CSS                        |
| 191882 -      | 2004 XS108             | 11 de desembre de 2004 | Socorro              | LINEAR                     |
| 191883 -      | 2004 XC144             | 12 de desembre de 2004 | Socorro              | LINEAR                     |
| 191884 -      | 2004 XC145             | 13 de desembre de 2004 | Socorro              | LINEAR                     |
| 191885 -      | 2004 XJ157             | 14 de desembre de 2004 | Socorro              | LINEAR                     |
| 191886 -      | 2004 XR161             | 15 de desembre de 2004 | Socorro              | LINEAR                     |
| 191887 -      | 2004 XU173             | 10 de desembre de 2004 | Socorro              | LINEAR                     |
| 191888 -      | 2004 XP182             | 2 de desembre de 2004  | Anderson Mesa        | LONEOS                     |
| 191889 -      | 2004 YK19              | 18 de desembre de 2004 | Mount Lemmon         | Mount Lemmon Survey        |
| 191890 -      | 2004 YA21              | 18 de desembre de 2004 | Mount Lemmon         | Mount Lemmon Survey        |
| 191891 -      | 2004 YA29              | 16 de desembre de 2004 | Kitt Peak            | Spacewatch                 |
| 191892 -      | 2005 AZ11              | 6 de gener de 2005     | Socorro              | LINEAR                     |
| 191893 -      | 2005 AS17              | 6 de gener de 2005     | Socorro              | LINEAR                     |
| 191894 -      | 2005 AN20              | 6 de gener de 2005     | Socorro              | LINEAR                     |
| 191895 -      | 2005 AL31              | 11 de gener de 2005    | Socorro              | LINEAR                     |
| 191896 -      | 2005 AH51              | 13 de gener de 2005    | Catalina             | CSS                        |
| 191897 -      | 2005 AW55              | 15 de gener de 2005    | Socorro              | LINEAR                     |
| 191898 -      | 2005 AJ79              | 15 de gener de 2005    | Kitt Peak            | Spacewatch                 |
| 191899 -      | 2005 BP1               | 17 de gener de 2005    | Kleť                 | Kleť                       |
| 191900 -      | 2005 BX6               | 16 de gener de 2005    | Socorro              | LINEAR                     |
| 191901-192000 |                        |                        |                      |                            |
| 191901 -      | 2005 BK20              | 16 de gener de 2005    | Socorro              | LINEAR                     |
| 191902 -      | 2005 BU45              | 16 de gener de 2005    | Mauna Kea            | C. Veillet                 |
| 191903 -      | 2005 CE27              | 2 de febrer de 2005    | Kitt Peak            | Spacewatch                 |
| 191904 -      | 2005 CU37              | 4 de febrer de 2005    | RAS                  | RAS                        |
| 191905 -      | 2005 CF57              | 2 de febrer de 2005    | Socorro              | LINEAR                     |
| 191906 -      | 2005 EY35              | 4 de març de 2005      | Catalina             | CSS                        |
| 191907 -      | 2005 EN115             | 4 de març de 2005      | Socorro              | LINEAR                     |
| 191908 -      | 2005 EX121             | 8 de març de 2005      | Socorro              | LINEAR                     |
| 191909 -      | 2005 EV142             | 10 de març de 2005     | Catalina             | CSS                        |
| 191910 -      | 2005 EO258             | 11 de març de 2005     | Mount Lemmon         | Mount Lemmon Survey        |
| 191911 -      | 2005 GG41              | 5 d'abril de 2005      | Mount Lemmon         | Mount Lemmon Survey        |
| 191912 -      | 2005 JL133             | 14 de maig de 2005     | Kitt Peak            | Spacewatch                 |
| 191913 -      | 2005 LO25              | 8 de juny de 2005      | Kitt Peak            | Spacewatch                 |
| 191914 -      | 2005 MT14              | 29 de juny de 2005     | Kitt Peak            | Spacewatch                 |
| 191915 -      | 2005 MJ19              | 29 de juny de 2005     | Palomar              | NEAT                       |
| 191916 -      | 2005 OJ2               | 28 de juliol de 2005   | Reedy Creek          | J. Broughton               |
| 191917 -      | 2005 QO71              | 29 d'agost de 2005     | Socorro              | LINEAR                     |
| 191918 -      | 2005 QV73              | 29 d'agost de 2005     | Anderson Mesa        | LONEOS                     |
| 191919 -      | 2005 QS157             | 27 d'agost de 2005     | Anderson Mesa        | LONEOS                     |
| 191920 -      | 2005 SV29              | 23 de setembre de 2005 | Kitt Peak            | Spacewatch                 |
| 191921 -      | 2005 SQ33              | 23 de setembre de 2005 | Kitt Peak            | Spacewatch                 |
| 191922 -      | 2005 SB48              | 24 de setembre de 2005 | Kitt Peak            | Spacewatch                 |
| 191923 -      | 2005 SU51              | 24 de setembre de 2005 | Kitt Peak            | Spacewatch                 |
| 191924 -      | 2005 SG64              | 26 de setembre de 2005 | Kitt Peak            | Spacewatch                 |
| 191925 -      | 2005 SS66              | 27 de setembre de 2005 | Kitt Peak            | Spacewatch                 |
| 191926 -      | 2005 SA83              | 24 de setembre de 2005 | Kitt Peak            | Spacewatch                 |
| 191927 -      | 2005 SV89              | 24 de setembre de 2005 | Kitt Peak            | Spacewatch                 |
| 191928 -      | 2005 SR105             | 25 de setembre de 2005 | Palomar              | NEAT                       |
| 191929 -      | 2005 SN217             | 30 de setembre de 2005 | Palomar              | NEAT                       |
| 191930 -      | 2005 SC257             | 22 de setembre de 2005 | Palomar              | NEAT                       |
| 191931 -      | 2005 TU99              | 7 d'octubre de 2005    | Socorro              | LINEAR                     |
| 191932 -      | 2005 TE104             | 8 d'octubre de 2005    | Socorro              | LINEAR                     |
| 191933 -      | 2005 TL105             | 8 d'octubre de 2005    | Socorro              | LINEAR                     |
| 191934 -      | 2005 TX107             | 6 d'octubre de 2005    | Mount Lemmon         | Mount Lemmon Survey        |
| 191935 -      | 2005 UY2               | 24 d'octubre de 2005   | Palomar              | NEAT                       |
| 191936 -      | 2005 UM4               | 23 d'octubre de 2005   | RAS                  | R. Hutsebaut               |
| 191937 -      | 2005 UD16              | 22 d'octubre de 2005   | Kitt Peak            | Spacewatch                 |
| 191938 -      | 2005 UA17              | 22 d'octubre de 2005   | Kitt Peak            | Spacewatch                 |
| 191939 -      | 2005 UV23              | 23 d'octubre de 2005   | Kitt Peak            | Spacewatch                 |
| 191940 -      | 2005 UV25              | 23 d'octubre de 2005   | Kitt Peak            | Spacewatch                 |
| 191941 -      | 2005 UE40              | 24 d'octubre de 2005   | Kitt Peak            | Spacewatch                 |
| 191942 -      | 2005 UH43              | 22 d'octubre de 2005   | Kitt Peak            | Spacewatch                 |
| 191943 -      | 2005 UM46              | 22 d'octubre de 2005   | Kitt Peak            | Spacewatch                 |
| 191944 -      | 2005 UG48              | 22 d'octubre de 2005   | Palomar              | NEAT                       |
| 191945 -      | 2005 UC72              | 23 d'octubre de 2005   | Catalina             | CSS                        |
| 191946 -      | 2005 UL86              | 22 d'octubre de 2005   | Kitt Peak            | Spacewatch                 |
| 191947 -      | 2005 UZ100             | 22 d'octubre de 2005   | Kitt Peak            | Spacewatch                 |
| 191948 -      | 2005 UL105             | 22 d'octubre de 2005   | Kitt Peak            | Spacewatch                 |
| 191949 -      | 2005 UW105             | 22 d'octubre de 2005   | Kitt Peak            | Spacewatch                 |
| 191950 -      | 2005 UY111             | 22 d'octubre de 2005   | Kitt Peak            | Spacewatch                 |
| 191951 -      | 2005 UG112             | 22 d'octubre de 2005   | Kitt Peak            | Spacewatch                 |
| 191952 -      | 2005 UF117             | 23 d'octubre de 2005   | Catalina             | CSS                        |
| 191953 -      | 2005 UJ123             | 24 d'octubre de 2005   | Kitt Peak            | Spacewatch                 |
| 191954 -      | 2005 UQ153             | 26 d'octubre de 2005   | Kitt Peak            | Spacewatch                 |
| 191955 -      | 2005 UB155             | 26 d'octubre de 2005   | Kitt Peak            | Spacewatch                 |
| 191956 -      | 2005 UG177             | 24 d'octubre de 2005   | Kitt Peak            | Spacewatch                 |
| 191957 -      | 2005 UP227             | 25 d'octubre de 2005   | Kitt Peak            | Spacewatch                 |
| 191958 -      | 2005 UY228             | 25 d'octubre de 2005   | Kitt Peak            | Spacewatch                 |
| 191959 -      | 2005 UL241             | 25 d'octubre de 2005   | Kitt Peak            | Spacewatch                 |
| 191960 -      | 2005 UY356             | 31 d'octubre de 2005   | Mount Lemmon         | Mount Lemmon Survey        |
| 191961 -      | 2005 UV442             | 30 d'octubre de 2005   | Catalina             | CSS                        |
| 191962 -      | 2005 UJ483             | 22 d'octubre de 2005   | Catalina             | CSS                        |
| 191963 -      | 2005 VW3               | 6 de novembre de 2005  | Socorro              | LINEAR                     |
| 191964 -      | 2005 VF7               | 12 de novembre de 2005 | Socorro              | LINEAR                     |
| 191965 -      | 2005 VB15              | 14 de novembre de 2005 | Socorro              | LINEAR                     |
| 191966 -      | 2005 VU17              | 4 de novembre de 2005  | Mount Lemmon         | Mount Lemmon Survey        |
| 191967 -      | 2005 VV33              | 2 de novembre de 2005  | Mount Lemmon         | Mount Lemmon Survey        |
| 191968 -      | 2005 VA43              | 4 de novembre de 2005  | Kitt Peak            | Spacewatch                 |
| 191969 -      | 2005 VD61              | 5 de novembre de 2005  | Catalina             | CSS                        |
| 191970 -      | 2005 WF3               | 20 de novembre de 2005 | Anderson Mesa        | LONEOS                     |
| 191971 -      | 2005 WK14              | 22 de novembre de 2005 | Kitt Peak            | Spacewatch                 |
| 191972 -      | 2005 WR18              | 22 de novembre de 2005 | Kitt Peak            | Spacewatch                 |
| 191973 -      | 2005 WC20              | 21 de novembre de 2005 | Kitt Peak            | Spacewatch                 |
| 191974 -      | 2005 WG31              | 21 de novembre de 2005 | Kitt Peak            | Spacewatch                 |
| 191975 -      | 2005 WN32              | 21 de novembre de 2005 | Kitt Peak            | Spacewatch                 |
| 191976 -      | 2005 WR57              | 21 de novembre de 2005 | Great Shefford       | P. Birtwhistle             |
| 191977 -      | 2005 WW58              | 30 de novembre de 2005 | Kitt Peak            | Spacewatch                 |
| 191978 -      | 2005 WB60              | 21 de novembre de 2005 | Catalina             | CSS                        |
| 191979 -      | 2005 WZ62              | 25 de novembre de 2005 | Catalina             | CSS                        |
| 191980 -      | 2005 WB67              | 22 de novembre de 2005 | Kitt Peak            | Spacewatch                 |
| 191981 -      | 2005 WR71              | 21 de novembre de 2005 | Catalina             | CSS                        |
| 191982 -      | 2005 WV89              | 26 de novembre de 2005 | Catalina             | CSS                        |
| 191983 -      | 2005 WV94              | 26 de novembre de 2005 | Kitt Peak            | Spacewatch                 |
| 191984 -      | 2005 WQ107             | 25 de novembre de 2005 | Mount Lemmon         | Mount Lemmon Survey        |
| 191985 -      | 2005 WB111             | 30 de novembre de 2005 | Kitt Peak            | Spacewatch                 |
| 191986 -      | 2005 WB140             | 26 de novembre de 2005 | Mount Lemmon         | Mount Lemmon Survey        |
| 191987 -      | 2005 WK144             | 30 de novembre de 2005 | Palomar              | NEAT                       |
| 191988 -      | 2005 WK153             | 29 de novembre de 2005 | Kitt Peak            | Spacewatch                 |
| 191989 -      | 2005 WS200             | 26 de novembre de 2005 | Kitt Peak            | Spacewatch                 |
| 191990 -      | 2005 WZ208             | 21 de novembre de 2005 | Kitt Peak            | Spacewatch                 |
| 191991 -      | 2005 XR1               | 2 de desembre de 2005  | Socorro              | LINEAR                     |
| 191992 -      | 2005 XJ3               | 1 de desembre de 2005  | Socorro              | LINEAR                     |
| 191993 -      | 2005 XX7               | 1 de desembre de 2005  | Kitt Peak            | Spacewatch                 |
| 191994 -      | 2005 XV21              | 2 de desembre de 2005  | Socorro              | LINEAR                     |
| 191995 -      | 2005 XG38              | 4 de desembre de 2005  | Kitt Peak            | Spacewatch                 |
| 191996 -      | 2005 XM48              | 2 de desembre de 2005  | Socorro              | LINEAR                     |
| 191997 -      | 2005 XK56              | 5 de desembre de 2005  | Socorro              | LINEAR                     |
| 191998 -      | 2005 XB62              | 5 de desembre de 2005  | Socorro              | LINEAR                     |
| 191999 -      | 2005 XG64              | 6 de desembre de 2005  | Kitt Peak            | Spacewatch                 |
| 192000 -      | 2005 XW67              | 5 de desembre de 2005  | Socorro              | LINEAR                     |